# U2
Pour les articles homonymes, voir U-2.
U2 ([ juːtuː]) est un groupe de rock irlandais originaire de Dublin, formé en 1976.
Il est composé de Bono au chant et occasionnellement à la guitare ; The Edge à la guitare, au piano et au chant ; Adam Clayton à la basse ; et Larry Mullen Jr. à la batterie.
Depuis les années 1980, U2 s'impose comme un groupe majeur sur la scène mondiale. Il est notamment connu pour les albums War, The Unforgettable Fire, The Joshua Tree, Achtung Baby, Zooropa, Pop et All That You Can't Leave Behind. Les singles Sunday Bloody Sunday, New Year's Day, Pride (In the Name of Love), With or Without You, I Still Haven't Found What I'm Looking For, Where the Streets Have No Name, Desire, One, Mysterious Ways, Beautiful Day, Elevation ou Vertigo sont quelques exemples de succès planétaires du groupe.
U2 a vendu entre 150 millions et 170 millions d'albums et a également remporté 22 Grammy Awards. U2 a été classé 22e sur la liste des 100 plus grands artistes de tous les temps par le magazine Rolling Stone. Depuis le milieu des années 1980, le groupe défend la cause des droits de l'homme, en faisant par exemple la promotion d'Amnesty International lors de ses concerts. Les membres du groupe deviennent d'ailleurs « ambassadeurs de conscience » de l'organisation en décembre 2005. Bono a été en lice pour le prix Nobel de la paix en 2003 et en 2005. Il est également nommé « Personnalité de l'année 2005 » par le Time Magazine pour son combat en faveur de l'Afrique, et se voit décerner le titre d'« Homme de la paix » par le maire de Paris, Bertrand Delanoë, en 2008.
Songs of Innocence, publié le 9 septembre 2014, est proposé gratuitement via l'iTunes Store jusqu'au 13 octobre 2014, pour une forme de record inédite : l'album est mis à la disposition de plus de 500 millions d'utilisateurs de la plateforme d'Apple, en arrivant directement sur leurs différents appareils. En 2016, U2 a fêté ses 40 ans de carrière et se maintient au sommet. Leur 14e album studio Songs of Experience est sorti le 1er décembre 2017.
Après une longue coupure, U2 revient le 17 mars 2023 avec Songs of Surrender, un album acoustique constitué de 40 chansons réenregistrées de leur répertoire passé. De septembre 2023 à mars 2024, les Irlandais se produisent à Las Vegas pour le show U2:UV Achtung Baby Live at Sphere en hommage à leur album de 1991.

## Histoire

### Débuts (1976-1982)

#### Formation et débuts sur scène (1976-1979)

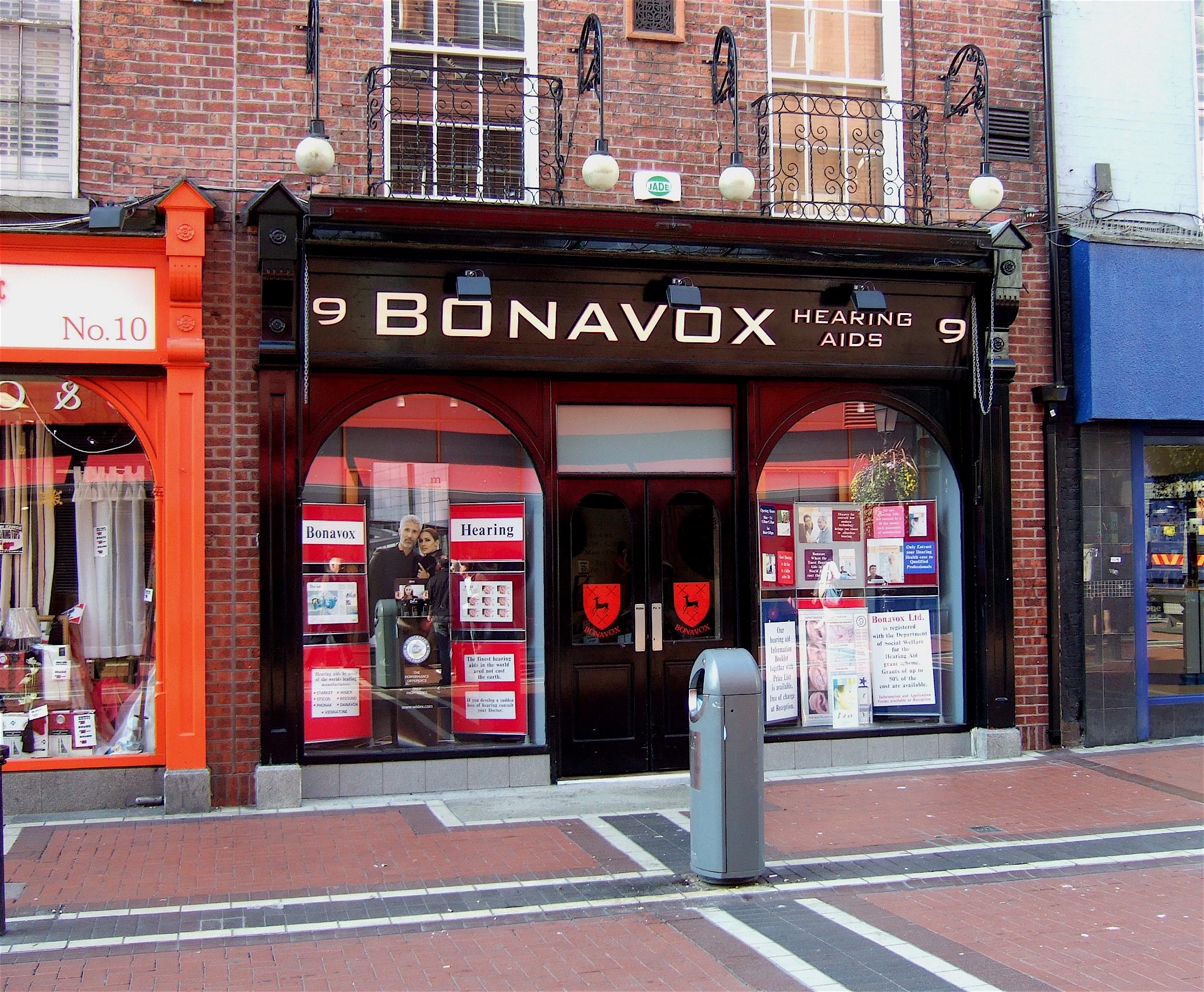
La boutique Bonavox qui a valu à Paul Hewson le sobriquet de « Bono Vox », plus tard contracté en « Bono ».

Peu après la rentrée des classes de 1976, Larry Mullen, alors âgé de quatorze ans, se fait renvoyer de la fanfare d'Artane (en) à cause de la longueur de ses cheveux. Encouragé par ses professeurs, il place une petite annonce sur le tableau des élèves de son lycée, la Mount Temple Comprehensive School de Dublin, pour former un groupe de rock. Vu que personne ne semble intéressé par l'annonce, il prend l'initiative d'aborder Adam Clayton, cancre notoire qui se prétend virtuose avant d'être démasqué par Mullen. Comme le laisse entendre sa réputation, Clayton sèche régulièrement les cours et se voit fréquemment convoqué dans le bureau du proviseur de la Mount Temple School pour ses tenues excentriques et ses inséparables lunettes de soleil. Bientôt, les deux compères voient débarquer les frères Evans (David et Dik) - deux guitaristes d'un genre assez inhabituel (Dik joue sur une guitare jaune qu'il a fabriquée lui-même). Paul Hewson, un autre élève de cette école, fait également partie du Lypton Village, une petite troupe d'artistes de rue amateurs qui l'ont surnommé « Bono Vox » en référence à une boutique de matériel pour sourds et malentendants,. Adam Clayton, impressionné par la personnalité de l'adolescent, persuade Larry de le recruter. Paul Hewson, qui n'hésite pas à se présenter comme guitariste alors qu'il n'a jamais joué d'un instrument de musique, trouve néanmoins sa place au sein de la formation comme chanteur puis parolier. Ne disposant d'aucun local de répétitions, le Larry Mullen's Band s'installe dans la cuisine des parents de Larry. Mais ce sera chez Adam Clayton, lors des répétitions du groupe un mercredi après-midi de l'année 1977, que Bono écrira son premier morceau, un certain Wednesday Afternoon ou What's Going On? selon certains autres membres du groupe,.
Après un an de tâtonnements et de répétitions, le groupe, qui s'est ironiquement rebaptisé Feedback à cause du sifflement produit par leur amplificateur, se produit pour la toute première fois dans le réfectoire de la Mount Temple School en automne 1977, à l'occasion d'un concours organisé par le lycée. C'est sans Dik Evans, qui n'est plus étudiant, que les adolescents interprètent maladroitement un medley de morceaux des Beach Boys puis une reprise de Show Me the Way de Peter Frampton. Même s'ils ne remportent pas le premier prix, ils emportent néanmoins l'adhésion du public et jouent Bye Bye Baby des Bay City Rollers en rappel. Forts de ce succès, les Feedback gagnent en assurance et décident de se rebaptiser The Hype (battage médiatique) pour donner au groupe une image moins nihiliste et plus positive. À compter de ce jour, Paul Hewson s'approprie le pseudonyme de « Bono Vox » (qui sera peu à peu contracté en « Bono ») et présente son ami Dave Evans sous le sobriquet de « The Edge » (le tranchant, l'aiguisé).
En tout début d'année 1978 The Hype fait sa première apparition sur les écrans lors de l'émission Our Times programmée par la RTÉ (l'enregistrement a été perdu). Début mars, Adam Clayton - qui a finalement été renvoyé du lycée pour son manque d'assiduité et son attitude provocante - assume temporairement le rôle de manager du groupe ; il passe le plus clair de son temps à téléphoner aux pubs dublinois pour obtenir des dates de concerts qu'il promeut par le biais de petites annonces passées dans le magazine New Musical Express. Dans la même période, Steve Averill, designer de publicités, ami des musiciens et accessoirement chanteur d'un groupe punk rock local, les Radiators From Space, leur suggère d'adopter comme nom « U2 » en référence à l'avion espion américain qui a été abattu en Union soviétique quelques jours avant la naissance de Bono. Ce nom, outre le fait qu'il est facilement mémorisable, présente l'avantage d'être ambigu dans la mesure où il est également homonyme des locutions « You too » (vous aussi) et « You two » (vous deux). Si Adam Clayton est enthousiasmé par ce changement, il n'en va pas de même pour les autres membres du groupe et en particulier de Bono qui le trouve « merdique ». Finalement, un compromis est trouvé : pour le concert à venir, leur set sera scindé en deux : une première partie sous le nom de The Hype et une seconde sous le nom de U2. Le 17 mars, Larry Mullen insiste pour participer à un nouveau concours sponsorisé par Harp Lager, Evening Press et CBS. C'est sous le nom de U2 qu'ils ont définitivement adopté que les cinq compères se présentent au Limerick Civic Week Pop '78 Competition. Ils sont en concurrence avec trente-six groupes amateurs, souvent plus expérimentés qu'eux mais ils décrochent le premier prix, soit la somme de 500 livres irlandaises et une séance d'enregistrement gratuite aux Keystone Studios de Dublin sous la direction de Jackie Hayden,.
Peu après, Dik (Dick Evans) quitte le groupe dont la formation à quatre est plus cohérente et rejoint les Virgin Prunes de Gavin Friday et Guggi.

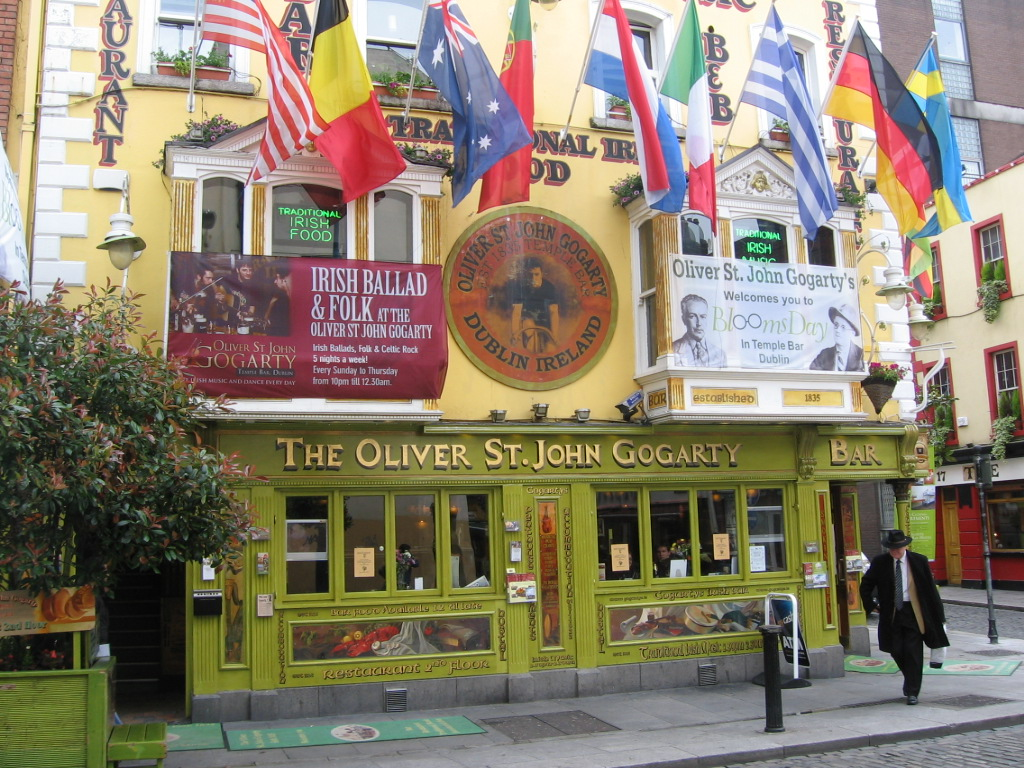
Un des nombreux pub dublinois où se produisent les artistes locaux.

L'acharnement d'Adam Clayton finit par payer : il fait la connaissance d'un certain Bill Graham, rédacteur au sein du magazine Hot Press qui persuade les membres de U2 de choisir un agent ; il ira même jusqu'à convaincre un homme d'affaires de sa connaissance d'évaluer le potentiel du groupe. Le 25 mai 1978, Paul McGuinness se rend donc au Project Arts Centre à Dublin où U2 partage l'affiche avec les Virgin Prunes. Le groupe de l'époque est très éloigné de celui qu'on connaît : la section rythmique laisse nettement à désirer ; The Edge, qui n'utilise pas encore de pédale d'effet, est incapable de jouer des chorus complexes. Les quatre musiciens dégagent néanmoins une énergie et une conviction telles que Paul McGuinness, impressionné par la prestation des quatre jeunes hommes, les invite à boire un verre dans le pub le plus proche afin d'évaluer leur motivation. Il accepte finalement le poste de manager mais impose des conditions drastiques : durant toute la durée du partenariat, le groupe lui reversera 20 % des gains ; en échange, il garantit un revenu minimum de 25 livres irlandaises - environ 30 € - par semaine pour chacun des membres du groupe à condition que, dans un premier temps, tous leurs gains soient réinvestis dans du matériel de tournée.
Depuis cet instant, l'association de U2 et Paul McGuinness n'a jamais été remise en cause, à tel point qu'ils le considèrent aujourd'hui comme le cinquième membre du groupe. Tout au long de l'été les musiciens reprennent les répétitions pour se concentrer sur la qualité de leur jeu (Paul McGuinness tient à ce que le groupe enregistre une démo dès que possible). Travaillant sans relâche, le quartette assure néanmoins quelques concerts, et notamment la première partie des Stranglers le 9 septembre 1978 au Top Hat Ballroom de Dublin devant un public de 2 500 personnes. Le groupe n'ayant pas pu régler la balance et ne disposant pas de loges pour se préparer, le concert se déroule dans des conditions difficiles. Bono, déçu par l'attitude des Stranglers, pénètre par effraction dans leur loge et dérobe une bouteille de vin.

#### Three(1979)
En décembre 1978, U2 entre finalement aux Keystone Studios de Dublin. Épaulés par Barry Devlin, ex-bassiste des Horslips, les musiciens enregistrent trois morceaux aux accents punk : The Fool, Street Mission et Shadows and Tall Trees. Paul McGuinness part démarcher les maisons de disques londoniennes avec les enregistrements sous le bras mais se heurte à des refus polis : « Cher Monsieur Hewson - Merci d'avoir soumis votre cassette de 'U2' à RSO, nous l'avons écoutée avec la plus grande considération, mais nous avons le sentiment qu'elle ne nous correspond pas pour le moment. Nous vous souhaitons bonne chance pour votre future carrière - Cordialement, Alexander Sainclair. » Peu après, la mère de Larry Mullen est tuée dans un accident de la route. Loin d'ébranler la solidité du groupe, ce deuil resserre les liens entre les quatre jeunes gens ; en particulier Larry, Bono et The Edge qui intègrent Shalom, un groupe de discussions protestant charismatique où l'on se réunit pour débattre de la Bible, prier et chanter. U2 commence malgré tout à devenir un groupe non négligeable de la scène irlandaise. Pour élargir leur auditoire au public adolescent qui n'est pas admis dans les pubs, ils n'hésitent pas à se produire sur le parking d'un supermarché (le Dandelion Market de Dublin) ; ils reçoivent en outre le soutien inconditionnel du magazine Hot Press en la personne de leur ami Bill Graham. Fort de cette notoriété grandissante, Paul McGuinness convainc la filiale irlandaise du label CBS d'éditer un disque 45 tours. En août 1979, U2 entre au Windmill Lane Studio pour l'enregistrement d'une version démo de trois morceaux de leur composition : Out of Control, Stories for Boys et Boy-Girl - tous produits par l'ex-journaliste Chas de Whalley. Les trois morceaux sortiront finalement sous la forme d'un Extended play. McGuinness veut créer l'événement : au cours d'une émission présentée par Dave Fanning, diffusée sur la RTÉ, le groupe présente les trois titres aux auditeurs qui voteront ensuite pour choisir le single qui figurera en face A. Leur choix se porte sur Out of Control.

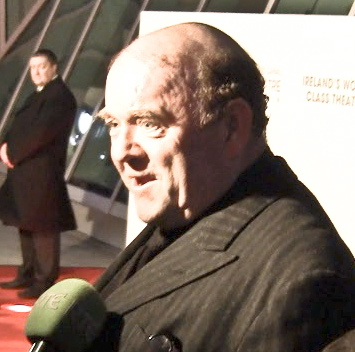
Paul McGuinness, manager de U2 de 1978 à 2013.

Three sort donc en septembre 1979, en tirage limité à mille exemplaires - uniquement destinés au marché irlandais - tous numérotés à la main par le directeur de CBS Irlande : Jackie Hayden lui-même. Le disque est devenu un tel objet de culte pour les fans de U2 qu'un exemplaire est aujourd'hui estimé à près de deux mille euros. Le 21 août 1979, deux responsables du label EMI sont invités à écouter le groupe lors d'un concert au Baggott Inn. Au beau milieu du spectacle, ils regagnent leur chambre d'hôtel pour regarder le passage des Specials à la télévision. Les membres de U2 décident alors de tenter le tout pour le tout : ils raclent les fonds de tiroir, empruntent de l'argent à leur famille et leurs amis et embarquent finalement pour Londres à la fin du mois de novembre 1979. Là bas, les échecs se multiplient : le groupe assure tout de même la première partie d'Orchestral Manoeuvres in the Dark et des Talking Heads mais la plupart du temps, il joue devant un public clairsemé. L'expérience tourne au fiasco et, à peine trois semaines après leur départ, les membres de U2 sont de retour en Irlande sans contrat en poche.
Dès le mois de janvier 1980, la fortune semble sourire au groupe : le 15, U2 est invité à interpréter Stories for Boys au cours de l'émission The Late Late Show diffusée sur la chaîne RTÉ ; au terme d'un sondage effectué par le magazine Hot Press auprès de ses lecteurs, U2 remporte la première place dans cinq catégories devant Thin Lizzy et les Boomtown Rats. C'est aussi à cette époque que CBS sort le 45 tours Another Day. Paul McGuinness veut profiter de cette notoriété naissante et organise une mini-tournée en Irlande qui connaît un grand succès, même si le groupe doit à chaque fois conquérir un public turbulent.[réf. nécessaire] La tournée doit s'achever le 26 février 1980 au National Boxing Stadium de Dublin en présence de Bill Stewart d'Island Records. U2, qui ne veut pas rater cette dernière chance de signer un contrat, invite tout son entourage : famille, amis, le Lypton Village sans oublier les employés de Hot Press. Le soir, le groupe joue devant une salle comble. Dès la fin du concert, Bill Stewart rencontre le groupe, qui signe un contrat international pour quatre albums en quatre ans avec la maison de disques qui s'engage par ailleurs à financer leurs tournées à venir. En avril, ils retournent au Windmill Lane Studio pour enregistrer leur troisième single, 11 O'Clock Tick Tock (face A) et Touch (face B). Pour rompre avec leur image de groupe punk, ils engagent le producteur Martin Hannett, connu pour son travail avec Joy Division. Le résultat, aux accents post-punk très marqués, est tout à fait inédit dans leur production habituelle même si, pour la première fois, The Edge utilise une boîte d'écho que Bono vient de lui offrir et qui deviendra sa signature pour les albums à venir. Malgré la tournée en Angleterre qui suit, le disque ne rencontre pas son public et n'intègre pas le classement des soixante-quinze meilleures ventes du Royaume-Uni.

#### Premiers albums:BoyetOctober(1980–1982)
Il est temps pour U2 d'enregistrer un premier album. Même si les quatre jeunes gens s'accommodent mal du caractère ombrageux et secret de Martin Hannett, c'est lui qui est d'abord pressenti pour les assister mais il se déclare trop affecté par le suicide récent de son ami Ian Curtis et se rétracte.
Le groupe et son entourage choisissent alors Steve Lillywhite, un tout jeune producteur qui a précédemment travaillé avec Siouxsie and the Banshees et XTC, deux groupes que Bono et The Edge apprécient particulièrement,. Lillywhite produit rapidement A Day Without Me qui sort en août 1980.

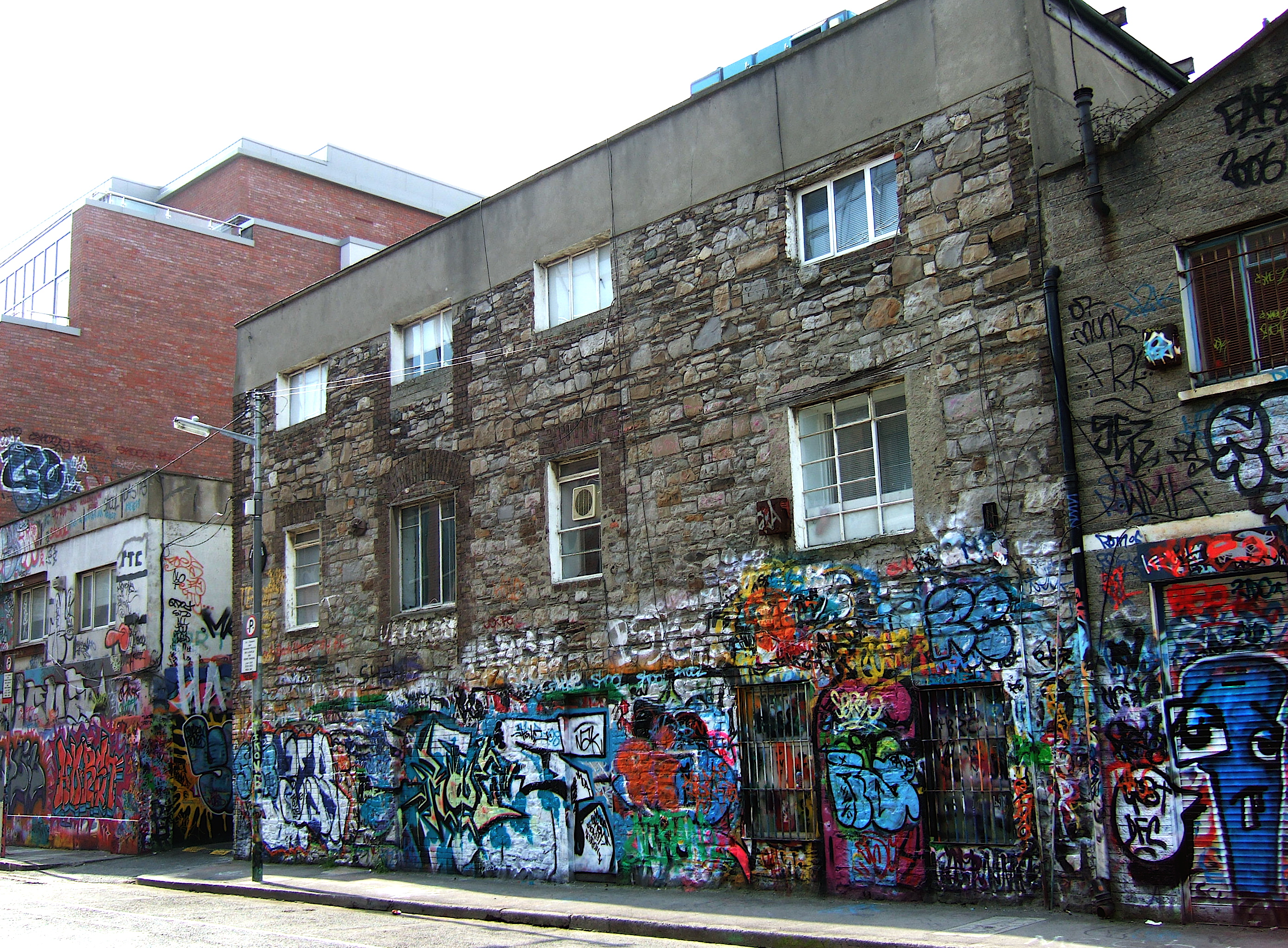
Windmill Lane Studio.

Grâce à l'argent rapporté par les ventes d'11 O'Clock Tick Tock, U2 peut enfin se permettre l'achat d'un camion et tente une seconde fois sa chance en Angleterre tout au long de l'été 1980. Paul McGuinness, en manager prévenant, veille à ce que chaque soir, les salles soient pleines à craquer. Bono, quant à lui peu avare de son énergie, assure le spectacle : il court de long en large sur scène, interpellant le public, se juche sur les amplis, escalade parfois les échafaudages. Son jeu de scène contrastant avec les nombreux groupes post-punk de l'époque qui chantaient immobiles et impassibles pour copier l'attitude glaciale de Joy Division ne tarde pas à attirer l'attention. Mais en coulisse, l'attitude du groupe est éloignée du cliché sex, drugs and rock n'roll : Bono, The Edge et Larry mettent chaque pause à profit pour étudier la Bible et assistent régulièrement aux groupes de prières de Shalom. Seul Adam profite de sa notoriété naissante.

À la fin août, U2 est de retour à Windmill Lane pour commencer l'enregistrement de leur premier album Boy. Steve Lillywhite, qui a vite repéré les lacunes d'Adam Clayton, n'hésite pas à passer des heures à réenregistrer les lignes de basse, l'aidant ainsi à prendre confiance en ses capacités. L'album paraît le 20 octobre 1980. U2 connaît des difficultés à imposer Boy aux États-Unis, l'Amérique puritaine appréciant peu la photo d'un enfant torse nu sur la pochette du disque (Peter Rowen, alias Radar). Une pochette différente sera en conséquence créée pour la vente en Amérique du Nord (le 3 mars 1981), où l'album connaît finalement un certain succès, entrant dans le Top 75. Juste après la sortie du single I Will Follow, U2 embarque pour une tournée britannique, puis européenne, notamment aux Pays-Bas et en Belgique. 

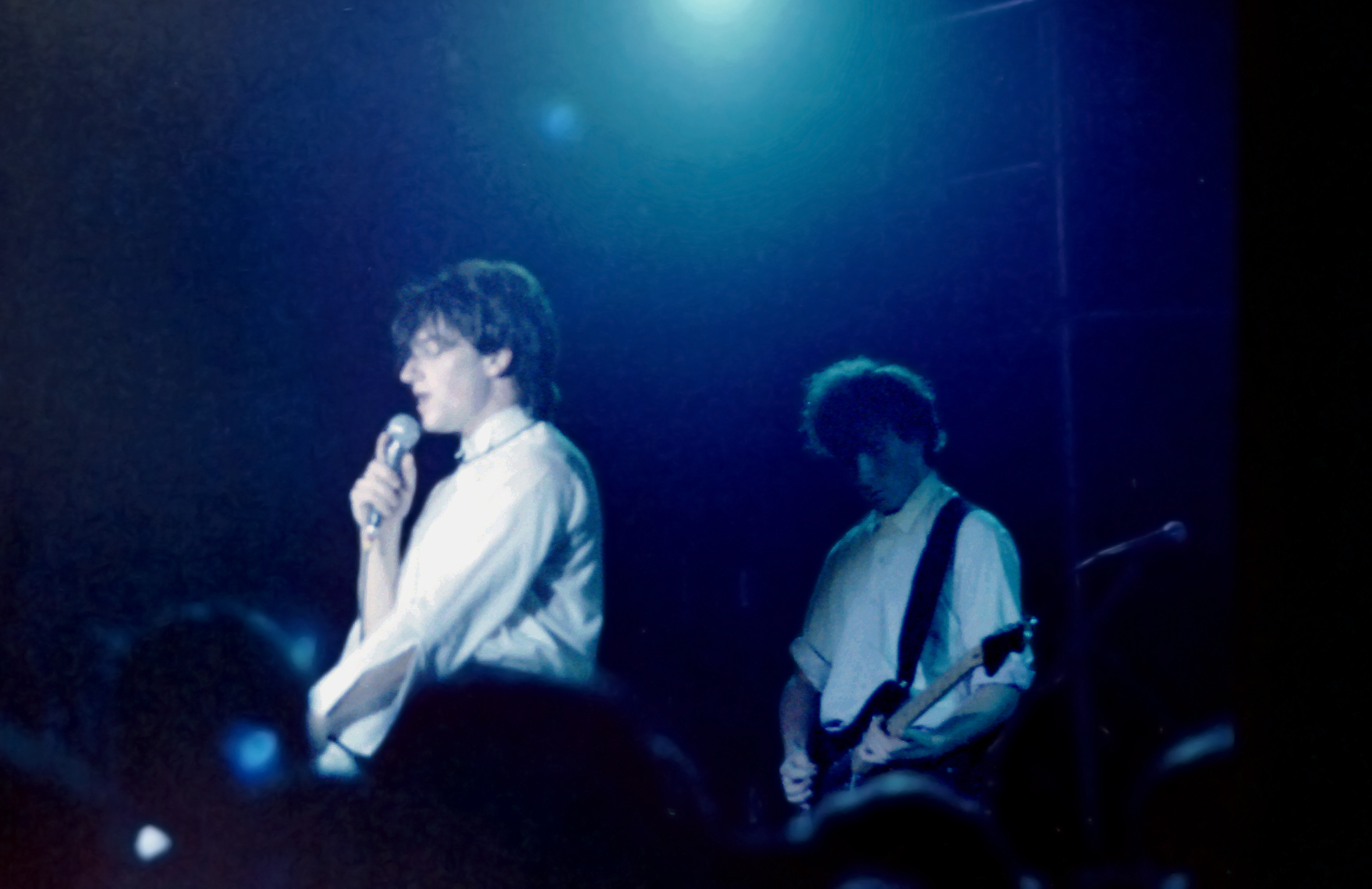
Bono et The Edge en concert à Toronto durant le Boy Tour le 19 mai 1981.

 Leur premier concert en France était radiodiffusé sur France Inter et a eu lieu à l'École nationale des travaux publics de l'État, à Vaulx-en-Velin. Ce concert a notamment été organisé par Emmanuel de Buretel de Chassey, plus tard président de EMI France. En novembre, c'est au tour des États-Unis, où ils jouent leurs premiers concerts sur la côte Est. En janvier de l'année suivante, le groupe remporte neuf catégories dans le magazine Hot Press. Les concerts continuent tout le long de l'année 1981, en Europe et aux États-Unis. U2 se produit le 15 mai 1981 à San Francisco. En juin, Bruce Springsteen reporte même son retour aux États-Unis pour pouvoir assister au concert du groupe à l'Hammersmith Palais.
Enregistré à Nassau aux Bahamas, le nouveau single Fire est publié en juillet 1981. Il précède de trois mois la sortie d'October, second album du groupe. Ce 45 tours remporte un certain succès en Grande-Bretagne et entre dans le Top 40, une première pour U2. Le deuxième single Gloria est le support du premier vidéo-clip officiel de groupe. La critique anglaise accueille avec chaleur le nouvel album, tandis que la presse américaine est plus réservée. U2 repart en tournée, pour 18 dates au Royaume-Uni, à guichet fermé. Fort de tout ceci, October se classe dans le Top 20 en Grande-Bretagne. En mars 1982 sort le single A Celebration qui ne figure sur aucun album. Quelques mois plus tard, en août, Bono épouse Alison Stewart.

### Consécration (1983-1988)

#### War(1982–1983)
Mais c'est grâce à War, leur troisième opus publié le 28 février 1983, que le groupe obtient son premier grand succès, et acquiert une renommée internationale. Avec des textes forts et un rock toujours plus puissant, U2 opère avec War un changement de direction radical. Le groupe prend ouvertement position sur des sujets politiques, comme les événements en Irlande du Nord dans Sunday Bloody Sunday, ou la situation en Pologne avec New Year's Day, premier single extrait de l'album, et qui devient rapidement un tube international. L'album lui-même se classe no 1 au Royaume-Uni et douzième dans les charts américains. En juillet 1983, The Edge épouse Aisling O'Sullivan à Enniskerry. Ce dernier devient également le premier membre à participer à un projet en dehors de U2, pour l'album Snake Charmer de Jah Wobble. U2 avait déjà livré quelques extraits de concerts sur des maxi-singles comme Fire, mais l'apparition des bootlegs ou albums pirates amène le groupe à réaliser un album en public. Under a Blood Red Sky est édité en novembre 1983. Le disque est produit par Jimmy Iovine et composé de huit titres live tirés des concerts de Lorelei et de Denver. Du concert de Denver est également tirée une vidéo live, Under A Blood Red Sky - Live at Red Rocks.

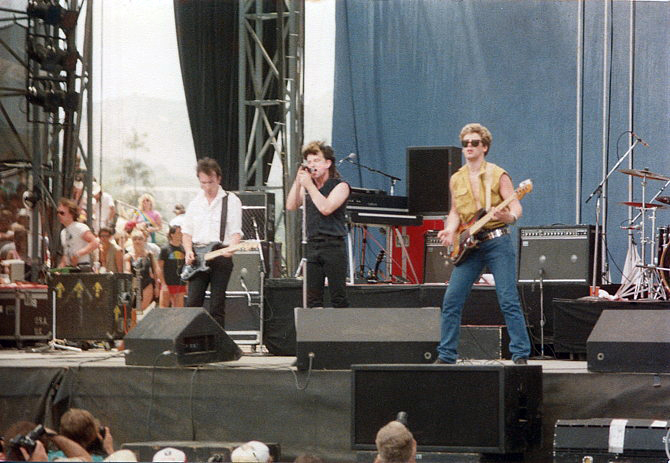
Concert américain de U2 pendant le War Tour.

La fin du War Tour marque une période creuse pour le groupe, une stérilité et un manque d'inspiration qui aurait bien pu les mener à la séparation. Steve Lillywhite refusant de travailler sur plus de deux albums pour chaque groupe, a fait une exception pour eux avec trois. Il ne fallait donc pas s'attendre qu'il en fasse un quatrième. Bono fait appel à Brian Eno, d'après lui le seul capable de leur donner un nouveau souffle. La nouvelle surprend, Brian Eno étant surtout connu pour sa musique expérimentale et son travail avec David Bowie et les Talking Heads, si éloigné du rock de U2, qualifié à l'époque d'« héroïque ». En mai 1984, alors qu'ils viennent juste d'entreprendre l'enregistrement de leur prochain album, U2 est élu « Groupe de l'Année » par la revue américaine Rolling Stone.
Par ailleurs, Paul McGuinness entreprend, en ce début d'année 1984, de renégocier le contrat avec Island Records. U2 doit encore deux albums au label et McGuinness veut obtenir de la maison de disques de plus grosses avances, des royalties plus importantes et un contrôle artistique accru du groupe sur sa production. Les négociations durent trois mois et aboutissent à l'un des meilleurs contrats de l'histoire du rock. Il porte sur 4 albums, pour chacun desquels U2 touchera 2 millions de dollars d'avance (contre 50 000 précédemment) et le double des royalties qu'il percevait jusque-là. Island s'engage à accepter le produit fini sans l'avoir écouté et à produire à ses frais trois vidéos pour chaque album. Enfin, U2 récupère tous ses droits éditoriaux. Le groupe réussit là où tous les grands groupes du passé (Beatles, Rolling Stones) avaient échoué, ayant tous été escroqués par des managers ou des maisons de disques

#### The Unforgettable Fireet Live Aid (1984–1985)
Le 7 mai 1984, U2, Brian Eno et Daniel Lanois s'installent à Slane Castle, en Irlande, pour travailler sur le quatrième album studio, The Unforgettable Fire. Le titre du disque a été emprunté à une exposition réalisée par des survivants d'Hiroshima, auxquels il est dédié ; on voit à ce propos une évocation de la bombe atomique dans le clip de The Unforgettable Fire, en fondu avec un manège de chevaux. Les titres M.L.K. et Pride (In the Name of Love) - qui devient le premier extrait de l’album et le single le plus vendu du groupe à ce moment-là de sa carrière (et son premier Top 40 américain) - rendent hommage au révérend Martin Luther King.

L'album sort en octobre 1984. La nouvelle direction artistique musicale du groupe se veut atmosphérique et la guitare « Enoïsée » de The Edge sert de support à un disque où la prise de risque est certaine. Il entre dans les charts britanniques directement à la première place et connait également le succès aux États-Unis, y atteignant le Top 20 ; il est suivi d'une tournée de plusieurs mois durant laquelle Bono ne se prive pas de commenter l'actualité politique : le projet d'initiative de défense stratégique, rebaptisé Star Wars par ses détracteurs, et la course aux armements en général, l'apartheid en Afrique du Sud, les conflits au Salvador et au Nicaragua… En juillet 1984, U2 crée le label Mother Records, qui signera plus tard Hothouse Flowers, An Emotional Fish et Cactus World News. En février 1985, les ventes de The Unforgettable Fire dépassent le million et U2 est élu « Groupe des années 80 » par le magazine Rolling Stone. Un EP de 4 titres, dont deux en studio, et deux autres mixés avec une ambiance live, intitulé Wide Awake in America, sort en Amérique du Nord et au Japon au printemps 1985 ; son succès est tel, qu'il se classe même en import en Angleterre durant l'été (sans doute aidé par la prestation du groupe au Live Aid), y manquant de peu le Top 10.

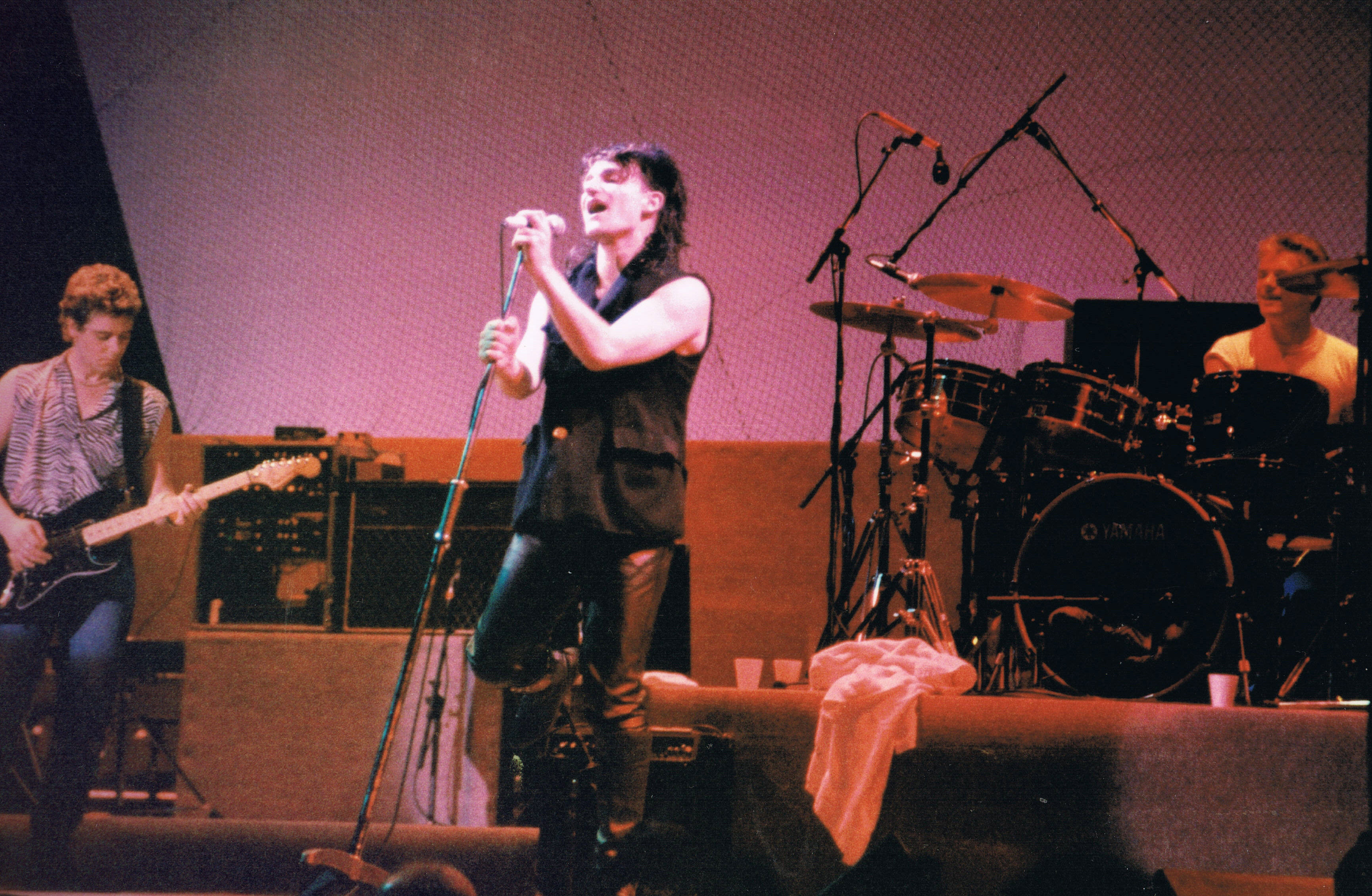
U2 se produisant à Sydney en septembre 1984 lors du Unforgettable Fire Tour.

Le 13 juillet 1985 U2 participe au Live Aid, deux concerts donnés simultanément en Europe et aux États-Unis, organisés par Bob Geldof pour aider le combat contre la famine en Afrique. Leur énergie et le charisme dont fait preuve Bono lors de leur courte prestation marquent le public (notamment en sautant dans la fosse, au grand désespoir de McGuinness, puis en dansant un slow complètement improvisé avec une jeune femme noire). La semaine suivante, les ventes d'album triplent. En 1985 toujours, Bono prête sa voix à une chanson du groupe irlandais Clannad, In A Lifetime, qui paraitra en 1986 sur leur album Macalla. Il chante en duo avec la vocaliste du groupe, Moya Brennan et une vidéo est tournée à Gweedore, dans le Comté de Donegal en Irlande. Bono participe ensuite à l'album Sun City avec Steven Van Zandt et au projet Artists Against Apartheid. Il enregistre avec Keith Richards la version initiale acoustique de Silver and Gold. Durant ce temps, The Edge avec l'aide de Michael Brook, écrit et enregistre la musique du film The Captive. Sur l'album de musique pour ce film, on retrouve Larry Mullen Jr. à la batterie ainsi que la jeune Sinéad O'Connor, sur la chanson-thème Heroine. Lors de l'été 1986, U2 embarque avec Peter Gabriel, Sting et Joan Baez pour la tournée d'Amnesty International A Conspiracy Of Hope. Bono profite de cet élan humanitaire pour séjourner dans un désert éthiopien et dans un village du Salvador. Il s'inspirera de ce voyage pour écrire les textes du prochain album du groupe (notamment Where The Streets Have No Name et Bullet the Blue Sky), appelé à devenir le plus populaire de leur carrière.

#### The Joshua TreeetRattle and Hum(1986–1990)
Le 9 mars 1987, sort The Joshua Tree, cinquième album studio toujours produit par Brian Eno et Daniel Lanois. U2 y approfondit son nouveau style musical ébauché dans The Unforgettable Fire, et propose des compositions très différentes de celles des trois premiers albums. L'album traduit l'amour du groupe pour l'Amérique et notamment pour la musique américaine. Le groupe sait toutefois se montrer critique à l'égard de certains aspects du pays (société, politique étrangère...) avec Bullet the Blue Sky, chanson jouée à chaque tournée (lors du Elevation Tour 2001, une citation de Charlton Heston - président de la National Rifle Association of America qui milite pour le maintien du second amendement de la Constitution américaine autorisant la possession d'armes à feu pour les particuliers - précèdera le morceau, afin de mieux dénoncer cette situation). Cinq singles sont extraits de l'album, dont With or Without You et I Still Haven't Found What I'm Looking For, classés numéro 1 aux États-Unis le 16 mai et 8 août 1987. The Joshua Tree devient alors l'album le plus rapidement vendu au monde, battant même le record de vitesse de ventes en Grande-Bretagne avec plus de 300 000 albums vendus en une semaine. Aux États-Unis, il est certifié platine moins de 48 heures après sa sortie. L'album se classe en tête des hit-parades dans vingt-deux pays, et en quelques mois, les ventes dépassent les 15 millions d'exemplaires (+ de 28 millions à ce jour[Quand ?]).

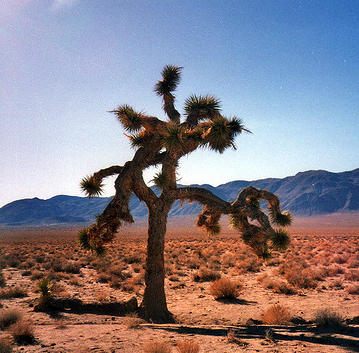
L'arbre représenté sur la pochette de l'album The Joshua Tree.

Une tournée débute au printemps aux États-Unis, atteint l'Europe juste avant l'été pour finalement s'achever aux États-Unis de septembre à décembre. Près de neuf mois de tournée, avec plus de cent concerts, le Joshua Tree World Tour consolide le succès du groupe. Deux Grammy Awards (album de l'année et meilleure interprétation rock), un Best International Group Award aux BPI Awards, des milliers de couvertures de journaux dont celle, chose rare, de Time Magazine, qui titre « U2 Rock's Hottest Ticket » et consacre six pages au groupe. Un privilège qui auparavant n'avait été accordé qu'aux Beatles et aux Who. En termes de popularité internationale, U2 est à cette époque l'un des plus grands groupes anglophones du moment, avec Depeche Mode, The Cure ou encore INXS (dont le leader Michael Hutchence est un ami de Bono, ce dernier lui rendra d'ailleurs hommage avec la chanson Stuck in a Moment You Can't Get Out of). Durant la tournée Joshua Tree World Tour, U2 demande à Phil Joanou de réaliser un documentaire au format cinéma. Le tournage débute lors des concerts américains à l'automne. La tournée s'achève un soir de décembre 1987, à Tempe en Arizona, là où le Joshua Tour avait commencé. Au cours de cette tournée, U2 assure lui-même plusieurs premières parties sous le pseudonyme The Dalton Brothers, avec déguisements et répertoire country de circonstance. Ils interprètent deux titres : Lucille et The Lost Highway.
U2 retourne en studio pour compléter le projet avec des chansons enregistrées en studio. Plusieurs mois de travail sont nécessaires pour achever la production du film avec Paramount, et un double album accompagne sa sortie en octobre 1988. Le long-métrage comme l'album s'intitule Rattle and Hum. On y retrouve le single Desire (no 1 au Royaume-Uni), ainsi que diverses collaborations avec BB King, Bob Dylan, Cowboy Jack Clements ou même les New Voices of Freedom, une chorale gospel de New York, avec qui Bono chante I Still Haven't Found What I'm Looking For. L'album est tentaculaire, éclectique, excentrique, superficiel, inspiré, magnifique, mais il est descendu en flammes par la presse. Ce sera pourtant une grande réussite commerciale avec environ 14 millions de disques vendus à travers le monde. Quant au film, il aura moins de succès que l'album, notamment aux États-Unis où il disparaîtra des écrans avant Noël.
Début août 1989, Adam Clayton est arrêté pour possession de cannabis. Le juge chargé de l'affaire lui reproche le mauvais exemple qu'il peut donner, considérant l'influence de U2 sur ses fans. Aucune peine de prison n'est cependant prononcée, il écope juste d'une amende. À l'automne 1989, U2 entame une tournée de cinq mois. Les concerts sont complets instantanément et de nombreuses dates doivent être ajoutées. Huit concerts ont finalement lieu à Sydney et sept à Melbourne. Le Lovetown Tour débute le 21 septembre 1989 à Perth dans l'ouest australien et pendant plus de deux mois, le groupe parcourt l'Australie, la Nouvelle-Zélande ainsi que le Japon, pour le dernier concert, le 1er décembre. C'est une tournée en salles avec de multiples concerts dans chaque ville, sauf en Nouvelle-Zélande où les concerts ont lieu en stades. BB King joue en première partie et interprète quelques titres avec U2 lors des rappels.
Après le Japon, U2 ajoute encore quelques concerts en Europe. Seules quatre villes sont désignées pour les recevoir : Paris, Dortmund, Amsterdam et Dublin. Douze concerts sont donc prévus en Europe mais la tournée LoveTown est écourtée, Bono souffrant d'un virus à la gorge. Mis au repos forcé, le groupe est quand même au complet pour les quatre concerts donnés dans la capitale irlandaise. Le 31 décembre 1989, le groupe donne un concert au Point Depot de Dublin, ancienne gare où a été enregistrée une partie de Rattle And Hum, et arrive sur scène aux douze coups de minuit, démarrant sa prestation non pas avec New Year's Day comme on aurait pu s'y attendre, mais en interprétant Where The Streets Have No Name, précédée du Auld Lang Syne (Ce n'est qu'un au revoir). Le concert est retransmis dans une vingtaine de pays et suivi par cinq cent mille personnes. Vers la fin de la tournée, Bono laisse échapper une phrase qui en effraiera plus d'un au sujet de l'avenir du groupe : « Nous faisons une tournée d'au revoir. Nous avons passé dix années formidables. Cette tournée est une fête pour nous, pour le public, et pour ceux qui nous ont soutenus. Nous ferons autre chose la prochaine fois et il nous faut nous éloigner… Nous avons eu beaucoup de plaisir à découvrir la musique que nous ne connaissions pas. C'est la fin d'une époque pour U2. Ce n'est rien, c'est juste que nous avons besoin de nous arrêter pour recommencer à rêver ».

### Années expérimentales (années 1990)

#### Achtung Baby,Zoo TV Tour, etZooropa(1990–1993)

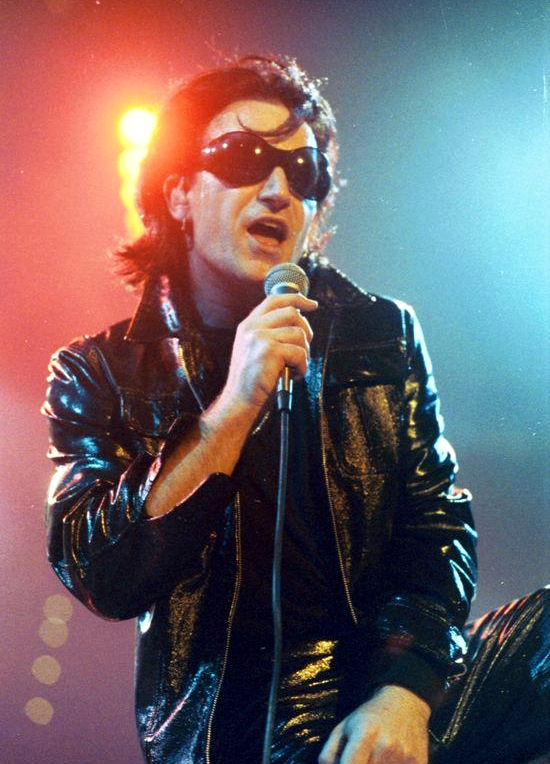
Bono interprétant The Fly en 1992.

Les quatre Irlandais s'éloignent de la scène médiatique au début des années 1990, cette absence donnant lieu à des rumeurs de séparation. Pourtant en 1990, U2 participe au projet Red Hot and Blue, un album hommage à Cole Porter dont les bénéfices sont destinés à la recherche contre le sida. U2 y côtoie David Byrne, Annie Lennox, Iggy Pop, Sinead O'Connor, Les négresses vertes, Neneh Cherry, Salif Keïta, ainsi qu'Erasure. Une version de Night and Day faisant la part belle aux synthétiseurs figure sur ce disque. Des rumeurs circulent à propos de l'orientation artistique de l'album suivant, dont une copie de travail est dérobée dans une chambre d'hôtel de Berlin en 1991. De ces copies volées, trois vinyls sont tirés, vendus sous le manteau dans une pochette noire, avec une simple inscription : The New U2 - Rehearsels And Full Versions. Plus tard, un coffret de trois CD sous le nom de Salomé est également diffusé, dans l'illégalité la plus totale.
En novembre 1991 sort le nouvel album, Achtung Baby, précédé de quelques semaines par le single The Fly. Enregistré à Berlin et à Dublin, le disque est une nouvelle fois produit par Eno et Lanois et mixé par Flood. Pour Gavin Martin du NME, c'est « une fastueuse réinvention qui prouve que U2 version "vulgaire" et "sexy" peut-être encore plus excitant que l'original ». L'utilisation du phasing sur la voix de Bono, et d'effets de distorsion sur la batterie distinguent ce nouvel opus du son traditionnel de U2. Comme l'a déclaré The Edge, « The Fly, c'est le bruit de quatre types en train d'abattre le Joshua Tree ». Cette nouvelle approche musicale séduit donc un large public, qui réserve un très bon accueil aux cinq singles d'Achtung Baby et en particulier la ballade One, symbole parfait de la transition entre la période eighties de U2 et sa nouvelle vie dans les années 1990. No 1 aux États-Unis à sa sortie, l'album rencontre un énorme succès, et se vendra finalement à plus de 15 millions d'exemplaires à travers le monde (18 millions aujourd'hui). Prenant de la distance par rapport à son statut de star planétaire, Bono déclare qu'ils ne sont finalement que « quatre imbéciles escortés par la police », « bien trop payés pour ce qu'ils font ».
La tournée promotionnelle d'Achtung Baby est baptisée Zoo TV Tour. Inspiré par la puissance des médias démontrée durant la récente guerre du Golfe, le show se veut interactif. Grâce à une station de télévision embarquée, le groupe peut envoyer les images de ses propres concerts n'importe où dans le monde, et recevoir toutes les images qu'il désire. Bono peut faire intervenir n'importe qui pendant le concert. La tournée débute en février 1992. U2, ses dizaines d'écrans télé aux messages subliminaux, et les Trabants suspendues dans les airs sillonnent l'Amérique à guichets fermés, puis atteint l'Europe, le tout pour une tournée en salles. Dans la première partie du spectacle, Bono interprète uniquement des titres du dernier album, vêtu de cuir et affublé de ses lunettes de mouche. Il incarne également un personnage qu'il appelle Mirror Ball Man, un homme d'affaires américain à mi-chemin entre J. R. Ewing et Elvis Presley. La seconde partie du concert est orientée sur les précédents albums. La tournée se poursuit par des concerts en plein air donnés aux États-Unis. Le Outside Broadcast Tour se veut plus démesuré que le Zoo TV Tour : les écrans TV et la scène sont transportés par cinquante semi-remorques, un million de watts est déployé, le record du monde de décibels est atteint, ce qui leur vaut quelques plaintes pour acouphènes, voire surdités. Durant la tournée, Bono tourne George H. W. Bush en dérision, et U2 soutient ouvertement la candidature de Bill Clinton lors des élections présidentielles américaines. En mars, le magazine Q les proclame « meilleur groupe du monde » et meilleurs « songwriters ».
La tournée traverse de nouveau l'Europe lors de l'été 1993, dans le cadre de la nouvelle tournée Zooropa Tour, pendant que le groupe continue à explorer de nouvelles directions en studio. En plein spring-break de leur tournée, les quatre irlandais profitent des soundchecks pour composer et sont en mesure de sortir un nouvel album durant la deuxième tournée européenne. Intitulé Zooropa, il poursuit dans la voie esquissée par Achtung Baby mais en plus expérimental. On y trouve quelques curiosités, comme Numb chanté par The Edge avec Larry Mullen Junior en chœurs ou The Wanderer, interprété par la star de country Johnny Cash. L'album est no 1 à sa sortie aux États-Unis en juillet 1993, et se vend à près de 9 millions d'exemplaires à travers le monde. Malgré de bonnes critiques, Zooropa donne une impression de travail inachevé à certains journalistes musicaux.
Pendant ce Zooropa Tour, Bono crée un nouveau personnage, McPhisto, un double diabolique, vêtu d'un habit rouge et or, et portant des cornes, contraction de Mephisto et McDonald's[réf. nécessaire]. À chaque fin de concert, McPhisto décroche le téléphone et appelle en direct des personnalités souvent controversées. Parmi les plus remarquées, la nièce de Mussolini, Jean-Marie Le Pen, ou encore le manager de football Graham Taylor. Il invite aussi sur scène Salman Rushdie, dont c'est la première apparition en public depuis la proclamation d'une fatwa à son encontre. La tournée traverse enfin l'Asie et l'Océanie, pour le Zoomerang Tour. Le 26 novembre 1993, Adam Clayton en pleine rupture avec sa fiancée, Naomi Campbell, noie son chagrin dans l'alcool. Tellement ivre, qu'il ne monte pas sur scène jouer avec le reste du groupe. Les concerts du 26 et 27 sont censés êtres filmés pour le montage de la sortie en VHS. Du coup seul le 27 sera filmé et servira de support pour la K7 vidéo live du ZooTv Tour Live from Sydney. Ce sera l'unique fois où le groupe montera sur scène sans un de ses membres. Les concerts à Sydney seront le point final de près de deux années de tournée. En 1993, le magazine Q élit U2 « Best Act in the World Today » (meilleur groupe de scène en activité)[réf. nécessaire], et Zooropa leur permet de recevoir le Best Production Award (prix de la meilleure production studio) pour la troisième fois en quatre ans. U2 remporte son 4e Brit award pour ses prestations en concert[réf. nécessaire].

#### Passengers,Pop, etPopMart(1994–1998)

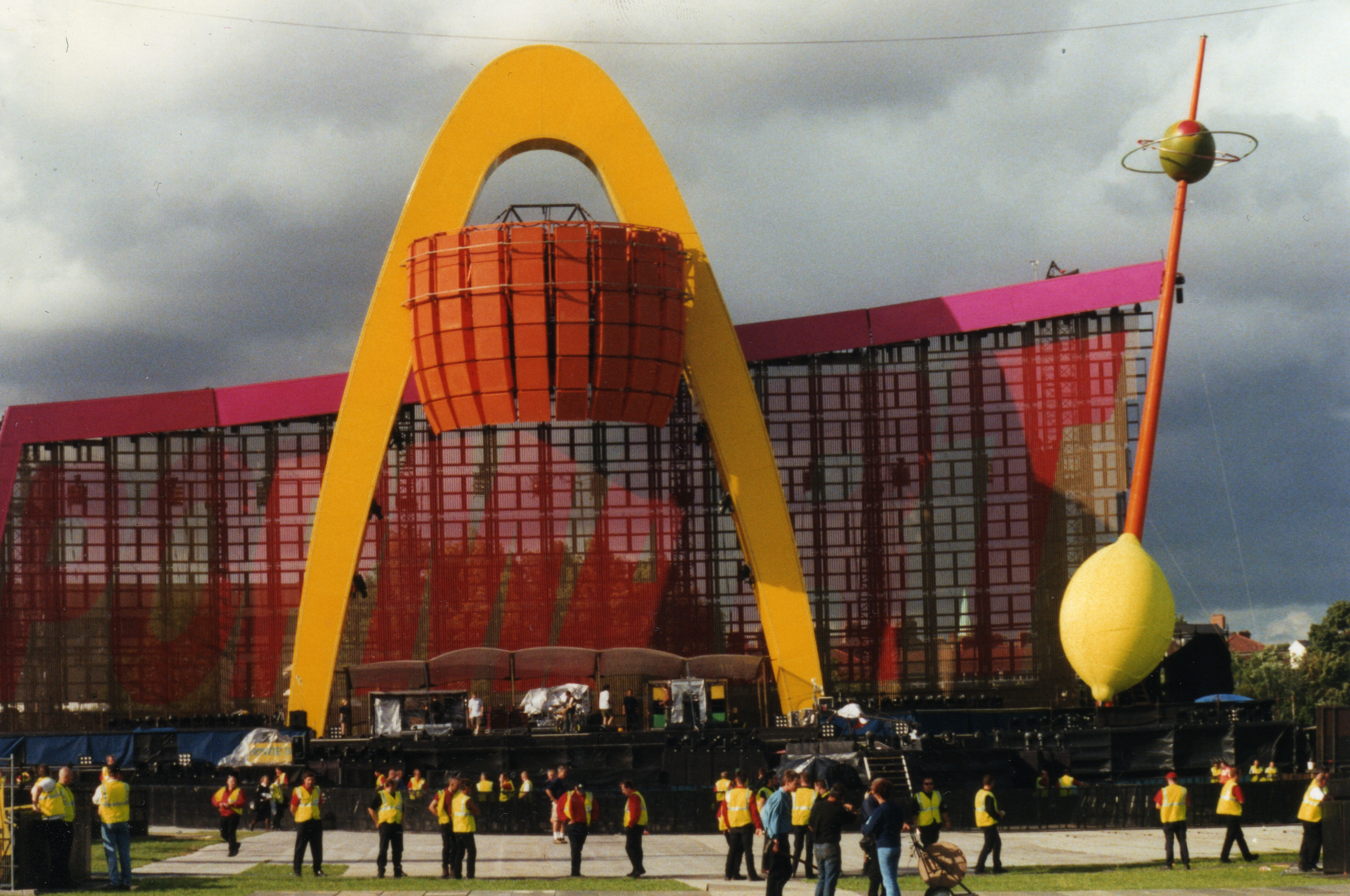
Le PopMart Tour, en août 1997.

Après deux années de tournées, U2 prend une année sabbatique en 1994. Le groupe enregistre ensuite le titre Hold Me Thrill Me Kiss Me Kill Me, qui figure dans la bande originale du film Batman Forever. Ils participent avec Luciano Pavarotti, Howie B et Brian Eno à l'enregistrement de l'album Original Soundtracks 1 sous le nom de The Passengers, bande originale de films imaginaires. Ce disque à dominante ambiant, est accueilli à sa sortie avec une certaine fraîcheur par Island, inquiet qu'il « brouille l'image du groupe auprès de son public ». Le maxi single Miss Sarajevo présente en face B une version symphonique de One enregistrée à Modène à l'occasion d'un concert Pavarotti and Friends. Adam et Larry participent à la bande originale du film Mission impossible, alors qu'Edge et Bono écrivent pour Tina Turner le morceau GoldenEye, chanson titre du dix-septième film de la série James Bond. Le quatuor entre finalement en studio afin d'enregistrer son 9e album.
Début 1997 sort le single Discothèque ainsi que son clip dans lequel U2 parodie les Village People. Ils précèdent de quelques jours l'album Pop. Les expériences du groupe avec la culture Dance Club et leur utilisation de boites à rythmes aboutissent à leur disque le plus orienté dance. Malgré une qualité évidente et une première place dans 13 pays au monde, Pop devient avec le temps, l'un des albums les plus contestés de U2.
Le 12 février, au K-Mart de New York, U2 lance la tournée PopMart par un mini-concert. Cette tournée débute à Las Vegas le 25 avril et dure un peu plus d'un an. Dotée du plus grand écran à cristaux liquides jamais construit (700 m²), la scène dispose notamment d'une arche géante de 30 m de haut qui n'est pas sans rappeler une grande enseigne de fast food ; un pic à cocktail de 30 m surmonté d'une olive de 3,5 m se joint à la liste de ce décor plus que surprenant. En regardant la scène de loin, le public voit apparaître un chariot de supermarché, la tournée s'appelant PopMart (supermarché de la pop). Tout est conçu pour donner l'illusion d'être dans une discothèque : The Edge y organise même un karaoké, et un citron géant fait office de boule à facettes.
Les effets de lumières sont déployés en grande batterie au point que, lors des essais la veille de la première à Las Vegas, le standard de la police est submergé d'appels des riverains ayant cru assister à l'atterrissage d'un OVNI. Après les États-Unis, vient l'Europe, dans des stades toujours archi-combles. U2 profite de son passage à Rotterdam pour y enregistrer une nouvelle version studio de Please que l'on voit apparaitre sur le maxi intitulé PopHeart qui inclut 3 live enregistrés à Rotterdam. La tournée passe notamment par Tel-Aviv et Sarajevo avant d'atteindre le Mexique les 2 et 3 décembre. La chaîne Showtime réalise l'enregistrement du concert en direct, qui sort l'année suivante en VHS, et en DVD en 2007. La tournée se poursuit en Amérique du Sud puis en Asie, et s'achève à Johannesbourg en Afrique du Sud, le jour anniversaire de la déclaration universelle des droits de l'homme.

### Dimensions planétaires (années 2000)

#### All That You Can't Leave BehindetElevation Tour(1998–2002)

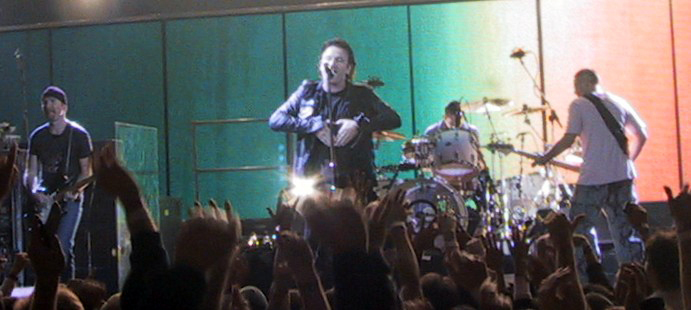
U2 pendant la tournée Elevation Tour à Kansas City en 2001.

U2, parmi une pléiade d'artistes, participe en 1998 à l'enregistrement du single caritatif Perfect Day à l'instigation de Lou Reed, puis fait une apparition dans le 200e épisode des Simpsons, intitulé Trash Of The Titans (plus forte audience aux États-Unis). Quelques mois plus tard sort la première compilation U2 The Best Of 1980-1990 et une version réenregistrée de Sweetest Thing. L'édition limitée du Best of est accompagnée d'un second CD entièrement constitué de faces B. Une cassette vidéo de clips accompagne sa sortie. La fin du millénaire approchant, Bono réalise un projet vieux de treize ans : voir le scénario qu'il a écrit, intitulé The Million Dollar Hotel, réalisé par son ami Wim Wenders, avec Mel Gibson et Milla Jovovich dans les rôles principaux. Le film sort le 24 décembre 1999, et raconte l'univers tranquille de quelques simples d'esprit résidant dans le Million Dollar Hotel, qui va être bouleversé par la mort de l'un d'entre eux. La chanson The Ground Beneath Her Feet, dont les paroles sont signées Salman Rushdie, figure sur la bande originale du film.
Bono s'investit dans la campagne du Jubilee 2000, qui milite en faveur de l'annulation de la dette des pays du tiers-monde. Il n'hésite pas à interpeller les chefs d'État du monde entier à ce sujet lors de ses apparitions en public. Le site officiel de U2 est mis en ligne au début de l'été 2000, et livre bientôt des extraits d'un nouvel album alors en préparation, intitulé All That You Can't Leave Behind. En septembre, est propulsé le single Beautiful Day. Avant même la sortie de l'album, U2 démarre une mini-tournée promo qui passe par le Man-Ray de Paris, puis l'Irving Plaza de New York, et enfin l'Astoria de Londres.
All That You Can't Leave Behind sort le 30 octobre 2000. C'est l'album de la confiance retrouvée. Pour Bud Scoppa, journaliste à Rolling Stone, U2 réexamine dans ce disque ses racines et se souvient du vrai sens de la pop. « Au début des années 1980, notre musique était peut-être extatique, mais pas vraiment sexy... Là nous sommes sexy et extatiques. Là, on se bouge le cul, littéralement. » complètera Bono. L'album devient numéro un en Europe et aux États-Unis, et c'est avec la volonté de « redevenir le plus grand groupe de rock du monde » que démarre l'Elevation Tour 2001. La tournée se déroule en salles, sans artifices et de nouveau à guichets fermés. De nouvelles dates sont ajoutées pour satisfaire la demande du public.
En avril 2000, U2 participe à la bande originale du film inspiré du jeu vidéo Tomb Raider, avec le titre Elevation. Bono, Gavin Friday et Maurice Seezer, qui avaient déjà travaillé ensemble sur la B.O. du film Au nom du père (1993), enregistrent également Children of the Revolution, une reprise de T-Rex, pour le film de Baz Luhrmann Moulin Rouge.
La tournée traverse les États-Unis (50 dates), puis l'Europe (33 dates). Les concerts donnés à Slane se déroulent devant 80 000 personnes. U2 retourne aux États-Unis en octobre (30 dates), en plein conflit contre le terrorisme à la suite des attentats du 11 septembre 2001. La tournée est pleine d'extase, de recueillement et de puissance libératrice. U2 est l'un des seuls groupes à ne pas annuler ses concerts américains. L'Elevation Tour devient la deuxième tournée la plus lucrative de tous les temps (109,7 millions de dollars), juste derrière le Voodoo Lounge Tour des Rolling Stones en 1994 (121,2 millions de dollars). À peine la tournée achevée, et juste après la sortie de la vidéo Elevation Live From Boston, Bono et Paul McGuinness annoncent plus ou moins officiellement que U2 repartira pour une deuxième tournée européenne dès l'été suivant. Ils apparaissent aux Grammys, aux Meteor Music Awards, et surtout se produisent à la mi-temps du Super Bowl. Bono s'investissant de plus en plus dans des initiatives telles que le Jubilee 2000, le besoin de gagner l'opinion américaine à sa cause est nécessaire. Il fait la couverture de l'hebdomadaire Time Magazine, qui à cette occasion titre « Can Bono save the world? » (Bono peut-il sauver le monde ?). Cet investissement personnel commence à peser lourdement sur le groupe, qui souffre des absences répétées de son chanteur. L'arrêt de la parution du magazine du fan club, et le démenti de Principle Management au sujet d'une seconde tournée européenne, relancent de nouvelles rumeurs de séparation.
Courant juin, U2.com met en ligne quelques extraits de la nouvelle chanson de The Hands That Built America, écrite pour le film Gangs of New York de Martin Scorsese. Le 22, The Edge épouse Morleigh Steinberg, l'ex-danseuse du ventre du Zoo TV Tour, à Èze, tout près de leur résidence d'été. Bono profite du sommet du G8 pour affirmer sa position et rencontrer les chefs d'État du monde entier afin d'aider financièrement les pays endettés et victimes du sida. Il est nommé un mois plus tard pour le Mother Africa Award. Le 25 août, la station BBC Radio 1 diffuse le single Electrical Storm presque deux mois avant sa sortie. Le morceau est immédiatement mis en ligne sur le net, et repris par des radios du monde entier. Ce n'est que quatre jours plus tard que RTÉ 2fm (en) diffuse officiellement le nouveau single, dans une version différente de celle de la BBC, qui n'était qu'une démo. Bono participe en septembre à la bande originale du film de Neil Jordan, L'Homme de la Riviera. En novembre, un programme de cinquante minutes proposant neuf titres live enregistrés à Slane les 25 août et 1er septembre 2003 est diffusé sur plusieurs chaînes européennes. Une pétition est lancée par le site de fans pour que le DVD du concert voit le jour. Universal publie le Best of 1990-2000, en novembre en CD et en décembre en DVD.

#### How to Dismantle an Atomic BombetVertigo Tour(2003–2006)

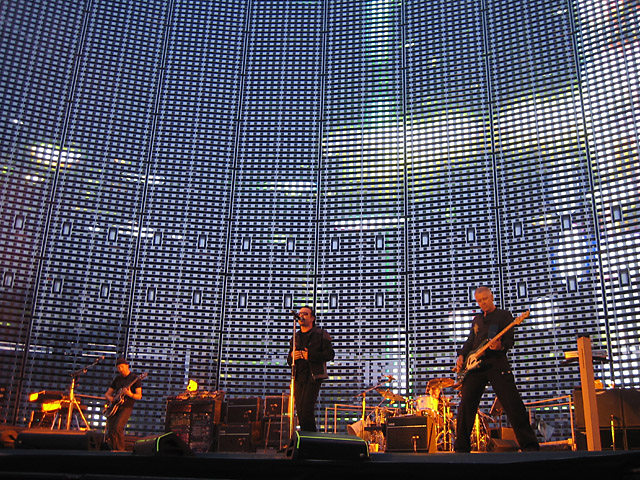
Le 10 juin 2005, U2 durant le Vertigo Tour au stade Roi Baudouin à Bruxelles, en Belgique.

En 2003, la chanson The Hands That Built America est nommée pour les Oscars. Bono reçoit la Légion d'honneur à l'Élysée des mains de Jacques Chirac, mais l'activité du groupe est réduite. Le chanteur apparaît plus souvent en compagnie de personnalités politiques ou de VIP qu'aux côtés des trois autres membres de U2. Le groupe prépare pourtant un nouvel album. L'intégralité du concert de Slane 2 sort en DVD au mois de novembre. Le 15 octobre 2004 à Londres, U2 enregistre un mini-concert (comprenant trois titres du nouvel album) dans le stationnement de la BBC Television pour l'émission Top of the Pops. Le 16 novembre en Irlande, Radio 1 (de la BBC) diffuse un autre mini-concert du groupe en direct. Le 22 novembre, le groupe tourne le clip de All Because of You dans les rues de Manhattan sur un camion, puis joue 11 titres sous le Brooklyn Bridge (concert gratuit).
Vertigo, premier single du 11e album officiel de U2, How to Dismantle an Atomic Bomb, est un coup de maître, sans doute une des chansons les plus accrocheuses du répertoire de U2. Une version piratée de l'album est en téléchargement sur plusieurs sites deux semaines avant sa sortie officielle, le 22 novembre 2004. Décrit par Bono comme « du punk rock fait sur Vénus », l'album se hisse dès la première semaine en tête des ventes partout dans le monde. Parallèlement à cette sortie, U2 s'associe à Apple pour sortir une série de baladeurs iPod siglés U2, ainsi que le premier coffret collector numérique, téléchargeable sur l'iTunes Music Store. The Complete Digital Box regroupe 446 titres dont des extraits de concerts, des démos, des remix, etc. En février 2005 sortent les singles Sometimes You Can't Make It on Your Own en Europe et All Because of You en Amérique du Nord.
Le coup d'envoi de la tournée triomphale Vertigo // 2005 est donné le 28 mars 2005 au Sports Arena de San Diego (Californie). Ils passent dans toute l'Amérique du Nord en reprenant des titres de leur premier album, Boy, qu'ils n'avaient pas joués depuis des années, et de toute leur discographie, en faisant toutefois l'impasse sur Pop et Zooropa. Ils tournent le clip vidéo de City of Blinding Lights le 27 avril, à Vancouver (Canada), au General Motors Place. Le 10 mai, jour de l'anniversaire de Bono, le groupe est filmé en concert à Chicago pour un DVD. Ils tournent en Europe pendant l'été, en passant par Paris (les 9 et 10 juillet 2005), Milan (le 31 juillet, disponible en DVD ou dans le deuxième disque de la compilation U218 singles) et Nice (le 5 août). Les deux concerts au Stade de France, complets en moins de six heures quelques mois plus tôt, rassemblent 160 349 spectateurs ; le concert au stade Charles-Ehrmann réunit 51 900 personnes à Nice le 5 août 2005.
Le 2 juillet 2005 sont organisés par Bono et Bob Geldof les concerts du Live 8, à Washington, D.C., Londres, Paris, Berlin, Rome, Moscou, Johannesbourg et Tôkyô afin de mobiliser le public sur les problèmes de l'Afrique et faire réagir les dirigeants des pays membres du G8. Ils obtiennent l'annulation de la dette des 18 pays les plus pauvres. The Edge cofonde le projet Music Rising (en), dans le but de rendre des instruments aux musiciens de La Nouvelle-Orléans ravagée par l'ouragan Katrina. À l'automne, U2 retourne sur les routes de l'Amérique du Nord et repasse par sept fois au Madison Square Garden de New York. En octobre sort le single All Because of You en Europe et en novembre Original of the Species aux États-Unis. Le 14 novembre sort le DVD U2//Vertigo//2005 - Live from Chicago. La seconde tournée nord-américaine s'achève à Portland (Oregon), le 19 décembre.
U2 entame une quatrième partie de sa tournée dans le reste du monde en commençant par l'Amérique du Sud et qui aurait dû se poursuivre en Océanie, au Japon et s'achever à Honolulu (Hawaï). Les concerts océaniens, japonais et hawaiiens ont été reportés en raison de la maladie d'un proche de l'un des membres du groupe.
En début novembre 2006, la dernière partie du Vertigo Tour reprend en Australie. Durant le concert de Brisbane, Bono revient à ses engagements humanistes avec Amnesty International en parlant d'un Australien, David Hicks, retenu au camp de détention américain de Guantánamo. Bono réclame que David Hicks soit rapatrié et jugé en Australie (il avait été accusé de terrorisme). Le 9 décembre 2006, U2 joue le dernier concert de sa tournée mondiale Vertigo à l'Aloha Stadium (Honolulu, Hawaï), devant 45 815 spectateurs. Au cours de cette tournée, le groupe irlandais a donné 131 concerts à travers le monde, tous complets, devant 4,6 millions de spectateurs, pour une recette totale de 389 millions de dollars. À partir de cette période, à la suite de la sortie des albums All That You Can't Leave Behind en 2000 et How to Dismantle an Atomic Bomb en 2004, et compte tenu de ce que le groupe réalise depuis 1981, U2 est considéré comme le plus grand groupe de rock au monde.

#### No Line on the HorizonetU2 360° Tour(2006–2011)
Après un voyage en Afrique où il a encore une fois constaté la misère et travaillé sur de nouveaux textes, Bono retrouve ses acolytes pour travailler sur leur album suivant pendant l'été et l'automne 2006 avec le producteur Rick Rubin (qui a notamment travaillé avec Run DMC, Slayer, Johnny Cash, Red Hot Chili Peppers, System of a Down, AC/DC, Rage Against the Machine ou encore Audioslave). Côté finances, pour échapper à une réforme irlandaise qui est revenue fin 2006 sur le répit fiscal accordé aux royalties, le groupe a transféré aux Pays-Bas le siège de U2 Limited, société qui gère environ un tiers de la fortune de la formation, ce qui suscite quelques réactions en raison des engagements politiques du groupe : U2 est le groupe de musique qui a généré les revenus les plus importants en 2005 dans le monde. Or, aux Pays-Bas, les royalties sont pratiquement exemptes de toute fiscalité. En septembre 2006 est prévue la sortie de la vidéo Zoo TV Live from Sydney, enregistrée le 27 novembre 1993 qui avait déjà été éditée en VHS mais qui a été remasterisée pour la sortie DVD. U2 enregistre avec Green Day, une reprise de The Skids, The Saints Are Coming, dont les bénéfices sont reversés à Music Rising et qui sort en single le 6 novembre 2006 ; en moins d'une semaine, le single atteint la sixième place des charts rien qu'au niveau des téléchargements légaux. Le groupe enregistre son prochain album dans les mythiques studios de Abbey Road, immortalisés par les Beatles.
Le 25 septembre 2006, U2 participe à un mini-concert avec Green Day (avec qui ils interprètent The Saints Are Coming) pour célébrer la réouverture du Louisiana Superdome à La Nouvelle-Orléans après les ravages causés par l'ouragan Katrina. Le même jour est publiée leur autobiographie, écrite en collaboration avec Neil McCormick, sous le titre U2 par U2. Un troisième best of, intitulé U218 Singles, comprenant 16 titres classiques de U2, en plus de l'inédit Window in the Skies et de The Saints Are Coming, sort le 21 novembre. Cette nouvelle compilation est réalisée pour marquer la séparation du groupe de son label de plus de 25 ans, Island Records : U218 Singles est produit sur le label Mercury.
Le 19 mai 2007, U2 présente au 60e Festival de Cannes un nouveau film portant sur leur dernière tournée : le Vertigo Tour. Ce film, réalisé par 3ality Digital, prend place dans des salles spéciales pour accueillir une nouvelle technologie 3D. Le concert est composé de chansons enregistrées au Mexique, Brésil, Chili et en Argentine en février 2006. La projection a lieu en présence du groupe, qui pour l'occasion interprète Vertigo et Where the Streets Have No Name sur les mythiques marches du palais avant la projection du film. En juin 2007, le groupe est en plein travail à Fès, au Maroc, sur la réalisation de compositions qui pourraient servir à un nouvel album. Les producteurs historiques du groupe, Brian Eno et Daniel Lanois, participent à ces séances. Le 2 et 3 juin, Bono assiste au XIIIe Festival de Fès des musiques sacrées du monde. Le 3 décembre 2007, U2 réédite l'album The Joshua Tree pour son 20e anniversaire en plusieurs éditions remasterisées. En 2007, U2 est également présent sur le disque Make Some Noise, The Amnesty International Campaign To Save Darfur avec une reprise de Instant Karma! de John Lennon.

Le 12 juin 2008, Daniel Lanois confie à Radio 2 que le futur album de U2 devrait être fini d'ici un mois environ. L'ensemble des chansons semble bouclé. Il ajoute que cet album serait l'un des plus innovants du groupe. De son côté, Bono affirme dans une interview à Rolling Stone le 4 août que c'est « l'album le plus complet et extrême de notre carrière ». L'année 2008 est aussi celle des rééditions : outre, le 21 juillet 2008, la sortie simultanée des trois premiers albums (Boy, October et War) en versions remasterisées et remasterisées deluxe, - ces dernières contenant chacune un cd bonus de raretés et de lives, en majorité issues des faces-B des singles de l'époque -, le concert culte Under A Blood Red Sky - Live at Red Rocks est à son tour transféré sur DVD puis sorti le 29 septembre 2008. Ce concert filmé était le premier concert en vidéo VHS pour le groupe. Sa sortie coïncide avec le 25e anniversaire de leur prestation à Red Rocks. Enfin, le 26 octobre 2009 est réédité l'album The Unforgettable Fire, sorti en 1984, pour son 25e anniversaire. Cette remasterisation est proposée sous différentes formes (version simple, coffret avec raretés et documentaire, vinyle...).

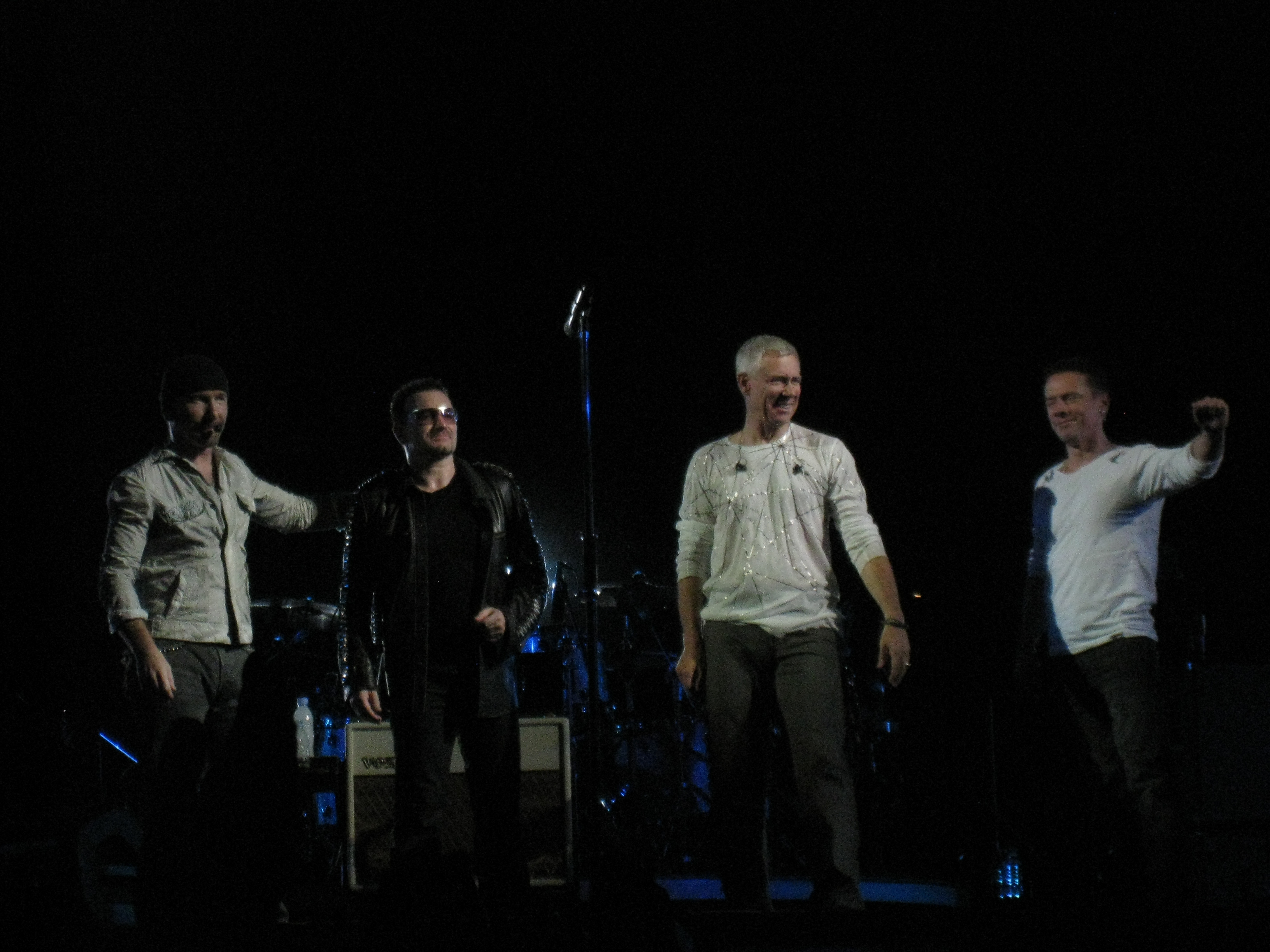
U2 en 2009, période No Line on the Horizon.

Le 12 septembre 2008, est annoncée la sortie officielle du douzième album, No Line on the Horizon. Le premier single de l'album, Get on Your Boots est diffusé sur toutes les radios du monde un mois plus tard, le matin du 19 janvier 2009. Ce single sort le 16 février. L'album, lui, est dans les bacs le 27 février pour l'Irlande, la France, et l'Allemagne, puis le 2 mars pour le Royaume-Uni, et enfin le 3 mars pour les États-Unis. Le disque, qui renoue largement avec les atmosphères expérimentales chères à Brian Eno, est produit à Fès, New York et Londres. Le coffret collector de l'album propose le film Linear réalisé par Anton Corbijn et qui illustre toutes les chansons de l'album. La tournée, annoncée le 9 mars 2009, débute par des concerts en Europe, et non pas aux États-Unis comme le groupe en a donné l'habitude depuis les années 1980. Le 27 février 2009, en plein cœur de Londres, U2 donne un concert promotionnel sur le toit de l'immeuble de la BBC, faisant directement référence à une prestation identique donnée dans la même ville (mais sur le toit de l'immeuble de leur compagnie Apple) par les Beatles 40 ans plus tôt. Au cours de la tournée intitulée The U2 360° Tour, qui commence le 30 juin 2009, le groupe soutient vivement le Mouvement vert iranien, en chantant Sunday Bloody Sunday, montrant les photos des manifestants en Iran et utilisant la lumière verte pour la scène. Durant le mois suivant la mort de Michael Jackson, U2 interprète des extraits de ses tubes comme Man In the Mirror, Don't Stop 'Til You Get Enough ou Billie Jean, à la fin des chansons Angel of Harlem et Desire, dédicacées chaque soir à Michael Jackson.
Le 25 octobre 2009, leur concert au Rose Bowl est diffusé en direct partout dans le monde sur le site internet Youtube, 24 millions de personnes le suivant ainsi. Ce concert sort en DVD le 7 juin 2010 en Europe.
Le 21 mai 2010, alors que le groupe est supposé reprendre la tournée U2 360° Tour à Salt Lake City deux semaines plus tard, le site officiel u2.com annonce que Bono a été opéré d'urgence de la colonne vertébrale. Selon, sans doute, à cause d'une mauvaise chute (bien que Bono ait toujours refusé d'en parler officiellement), le chanteur est quasiment paralysé des membres inférieurs. Cette opération d'urgence, qui est un succès, entraîne tout de même le report des seize dates prévues en Amérique du Nord entre juin et juillet. La participation exceptionnelle de U2 au Glastonbury Festival, programmée le 25 juin, est annulée. Après deux mois de convalescence, mis à profit pour travailler sur de nouvelles compositions, Bono est prêt à remonter sur scène. Après une semaine de répétitions, qui permettent à Bono de se tester dans les conditions réelles d'un concert, le U2 360° Tour reprend à Turin, le 6 août. Si la scène reste la même que pour les concerts de 2009, de nombreux changements sont au rendez-vous. Bono adopte un nouveau look, qui n'est pas sans rappeler, dans l'esprit, le personnage de The Fly, qu'il incarnait lors du Zoo TV Tour. Le groupe délaisse des morceaux de son dernier album, No Line on the Horizon, comme Breathe, Unknown Caller ou le titre éponyme, No Line on the Horizon. À l'inverse, U2 remet au goût du jour Miss Sarajevo, titre de 1995, à l'origine interprété avec Pavarotti, et Hold Me, Thrill Me, Kiss Me, Kill Me, bande-annonce du film Batman Forever, qui n'avait pas été interprétée depuis 12 ans et le Popmart Tour. Plus grande surprise encore, l'interprétation lors de la 1re soirée de la tournée de trois nouvelles chansons : Return of the Stingray Guitar, une piste instrumentale qui sert d'ouverture à chaque concert de cette tournée européenne, North Star, une ballade acoustique, et Glastonbury, chanson résolument rock, écrite à l'origine pour être jouée lors de la performance du groupe au festival du même nom, finalement annulée. Tout au long de la vingtaine de concerts qui ont lieu jusqu'au 8 octobre, de nouvelles surprises font surface : des titres qui n'avaient pas été interprétés depuis le début de la tournée, comme I Will Follow ou Mothers of the Disappeared, et d'autres titres inédits. Parmi eux, Every Breaking Wave, qui devait à l'origine faire partie de No Line on the Horizon, ainsi que Mercy, issu des sessions d'enregistrement de How to Dismantle an Atomic Bomb, et enfin Boy Falls From the Sky. Ce dernier a été écrit par Bono et The Edge dans le cadre du projet de comédie musicale qu'ils ont composé, Turn Off the Dark, autour de Spiderman.
La tournée se prolonge jusqu'en juillet 2011, en passant par l'Océanie, l'Amérique latine et l'Amérique du Nord, où ont lieu les concerts reportés en mai 2010 à cause de l'opération de Bono. Le dernier concert a lieu le 30 juillet 2011 à Moncton, au Canada. Cette tournée de plus de deux ans a été la plus lucrative de l'histoire de la musique, portant le revenu total de la tournée à 736 millions de dollars et 7,6 millions de spectateurs, devant le précédent record détenu par les Rolling Stones avec 558 millions de dollars.

### InnocenceetExperience(années 2010)

#### Nouvel album et début de l'Innocence+Experience Tour(2011–2015)

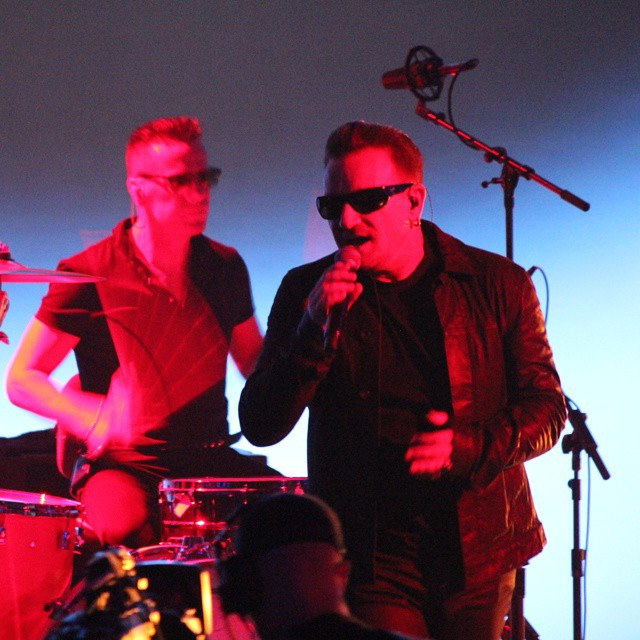
U2 pendant le lancement d'un produit Apple jouant Songs of Innocence en septembre 2014.

Le groupe envisage d'enregistrer un nouvel album très vite après No Line on the Horizon dont le titre serait Song of Ascent, mais ce projet est plusieurs fois repoussé. À la fin de l'année 2011, U2 passe trois mois en studio et l'album est annoncé pour l'automne 2012, avant d'être à nouveau reporté. Le groupe passe une partie de l'été et de l'automne 2013 aux studios Electric Lady de New York pour enregistrer son 13e album, produit par Brian Burton, producteur des The Black Keys. Adam Clayton annonce que l'objectif de U2 est de terminer l'enregistrement des douze chansons pour fin novembre pour une sortie prévue début 2014. En novembre 2013, ils sortent un morceau intitulé Ordinary Love pour la bande originale du film sur Nelson Mandela Long Walk to Freedom, pour lequel ils remportent le prix de la meilleure chanson originale lors des Golden Globe Awards 2014. Une nouvelle chanson, intitulée Invisible, produite par Danger Mouse, est sortie le 2 février 2014 pendant le Super Bowl. Elle a été postée sur iTunes pour un téléchargement gratuit pendant 24h ; (un dollar est alors reversé par la Bank of America à l'association RED, qui combat le Sida, pour chaque téléchargement légal et jusqu'à ce que les deux millions soient atteints). Ayant eu trois millions de téléchargements à la fin de l'opération, la Bank of America décide de donner un million de dollars supplémentaires.
Songs of Innocence est le treizième album studio du groupe, sorti le 9 septembre 2014 à l'occasion d'une conférence d'Apple. L'album est exclusivement mis en ligne gratuitement (et c'est une première pour U2) sur iTunes, iTunes Radio, et Beats Music jusqu'au 13 octobre 2014, après parution en magasin,. Le groupe commence sa nouvelle tournée  Innocence and Experience Tour par le Canada (à Vancouver) le 14 mai 2015, prélude à un long périple en Amérique du Nord jusqu'au 31 juillet 2015. Puis, le groupe poursuit sa tournée en Europe du 4 septembre (Turin) au 7 décembre 2015 (Paris). Il faut souligner que cette tournée devait initialement se terminer par une série de 4 concerts à Dublin (les 23, 24, 27 et 28 novembre 2015). Néanmoins, les deux concerts prévus initialement les 14 et 15 novembre 2015 à Paris sont annulés et reportés aux 6 et 7 décembre 2015 en raison des attentats terroristes ayant frappé la capitale française le vendredi 13 novembre 2015. Ces deux concerts parisiens viennent donc clore la tournée Innocence and Experience Tour 2015. À la fin du concert du 7 décembre, le groupe invite Eagles of Death Metal à monter sur scène pour jouer People Have The Power de Patti Smith et laisse ensuite Eagles of Death Metal jouer une de leurs chansons, « I Love You All The Time ».
À l'inverse du gigantisme de son 360° Tour en 2009, la nouvelle tournée du groupe se joue en salles, plusieurs dates étant retenues pour chaque ville visitée. Le concept global repose, comme l'album défendu sur la route, sur le retour aux origines du groupe et puise dans les racines qui ont inspiré les quatre irlandais à former un groupe de rock. Les diverses dates en Amérique du Nord ont permis à U2 d'inviter sur scène de nombreux participants, parmi lesquels Jimmy Fallon, Lady Gaga et Bruce Springsteen, mais aussi des tribute bands comme U2 tribute band et Acrobat. Certains inconnus ont même eu la chance de venir accompagner le groupe durant quelques titres, filmant sa prestation en direct et la diffusant via l'application Meerkat.

#### DeSongs of InnocenceàSongs of Experience(2015-2018)
Le 31 décembre 2015, Adam Clayton s'est confié à Q Magazine paru en février 2016, et indique que U2 prévoit de reprendre la tournée Innocence + Experience, avec de nouveaux titres vers la fin de l'année 2016. Il donne également deux titres de chansons, Landlady et Where The Shadows Fall. Adam Clayton dit au sujet du nouvel album, Songs of Experience, et des prochaines dates de concert : « Nous avons toujours eu l'intention de commencer avec l'album Innocence et de continuer ensuite avec l'album Experience. Nous commencerons à présenter des nouveaux titres vers la fin de l'année. » De son côté, The Edge a dévoilé un peu plus d'informations. Interviewé par Q, le guitariste compare l'ambiance musicale de ce futur album à celle de Zooropa (album de U2 sorti en 1993), du point de vue de sa conception et de la démarche créative.
En août 2016, U2 confirme la sortie d'un nouvel album et le lancement d'une tournée en 2017. C'est lors d'une interview pour la page fan U2 en España que le groupe s'est confié sur ces nouveaux projets, comme le rapporte le NME : « Ce n'est pas encore fini, mais ça va vous plaire. En termes de textes, c'est plus fort que War, c'est plus clair », explique Bono. Dans un message vidéo de Noël posté à ses fans, U2 déclare qu’il honorera les 30 ans de The Joshua Tree et qu’il a prévu des concerts particulièrement uniques. Le groupe a également affirmé que Songs of Experience, le successeur de Songs of Innocence, sortirait en 2017. U2 retourne aux Electric Lady Studios en mars 2017 pour continuer de travailler sur Songs of Experience avec Steve Lillywhite à la production. Le mardi 22 février, l'article de Mojo Magazine indique que Songs of Experience devrait sortir au deuxième semestre 2017 et que la tournée Innocence + Experience devrait reprendre au printemps 2018.
Pour marquer le coup d'envoi du The Joshua Tree Tour 2017, qui de juin à août comportera 33 dates, dont 12 en Europe, le groupe a dévoilé lors du premier concert à Vancouver le titre The Little Things That Give You Away, avant-goût de son nouvel opus.
Le 30 juillet 2017, U2 enregistre une vidéo à Amsterdam. Devant une foule de 200 à 300 personnes, parmi lesquels des abonnés de U2.com, les quatre irlandais ont enregistré le clip qui accompagnera le prochain single, dont la sortie est attendue pour le mois de septembre. D'après les informations des personnes sur place, la chanson s'appellerait The Blackout, et elle a été chantée 5 fois. À l'issue de cet enregistrement, un autre titre baptisé Lights to Home est diffusé sur les haut-parleurs. Les heureux participants à cette session d'enregistrement décrivent ces deux nouveaux titres comme groovy et sonnant années 1990, avec un gros son de basse et de guitare. L'album, quant à lui, est annoncé pour le 1er décembre 2017, sans confirmation officielle pour le moment.
Il semble que Songs of Experience se déclinera dans des styles très différents. Ainsi, lors du passage de U2 à Bruxelles le 1er août au stade Roi Baudoin, Bono, Adam et The Edge viennent en backstage présenter à un petit comité quelques-uns de leurs nouveaux titres, des morceaux aussi bien rock, qu’électro que Soul. Le chanteur a d’ailleurs confié qu’il avait ses derniers temps beaucoup écouté les productions afro-américaine des années 1960-années 1970 et que celles-ci ont certainement influencé son travail.
Le lundi 14 août 2017 sont confirmées les sorties du prochain single et du nouvel album pour l'automne. Le premier single, qui pourrait être You're the Best Thing About Me, sera joué à partir du 8 septembre sur les radios du monde entier, alors que le groupe est en pleine tournée américaine. Selon The Irish Sun, U2 sortirait son nouvel album Songs of Experience le 1er décembre prochain. Une date sans doute pas choisie au hasard puisque c'est celle de la journée mondiale du sida à laquelle est associée Project Red, l'initiative créée par Bono pour combattre la maladie.
Pour promouvoir leur prochain morceau Blackout et l'album qui l'accompagne, U2 décide d'innover. Il envoie à certains fans une lettre qui fait référence au texte du poète britannique William Blake, Songs of Innocence and Experience. Néanmoins, cette lettre est cryptée. Ainsi, les silhouettes ombrées du fils de Bono et de la fille de The Edge sont posées sur le texte, cachant le contenu de la lettre. Seuls quelques mots se détachent et restent visibles, composant un mystérieux message : « Blackout... On sait qui tu es... apparaîtra... U2.com ».

Le groupe respecte sa promesse en dévoilant, le mercredi 6 septembre 2017, une vidéo du morceau You're the Best Thing About Me, une ballade aux paroles à double sens.

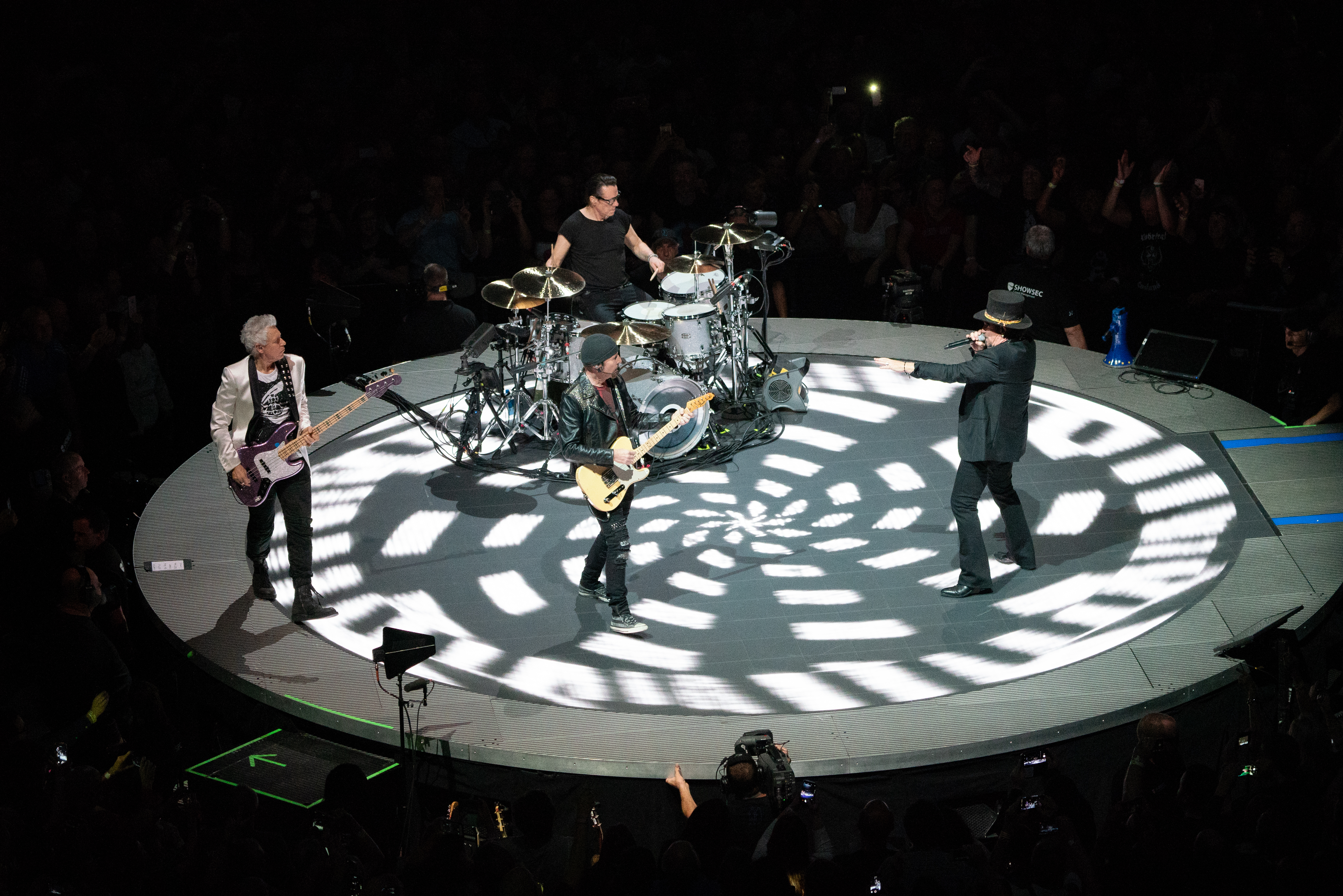
U2 sur scène lors de tournée Experience + Innocence Tour à Manchester en 2018.

Courant septembre, dans une interview accordée au magazine Rolling Stone, The Edge assure que la santé de Bono a influencé l'écriture du nouvel album. En faisant référence à son grave accident de vélo à New York en 2014, le guitariste du groupe affirme que Bono « a frôlé la mort », ajoutant que cette « grosse frayeur a emmené le chanteur à un niveau incroyable au niveau de l'écriture ». Le 19 octobre, en interview chez Bill Flanagan's pour Sirius XM Radio, Bono révèle que le futur album comptera 12 morceaux auquel s'ajoutera un titre inédit dans une édition de luxe. Le 1er novembre, est lancé Get Out of Your Own Way, le second single du futur album. Le même jour, et c'est officiel, Songs of Experience comptera 13 morceaux. Il est produit par Jacknife Lee et Ryan Tedder, avec Steve Lillywhite, Andy Barlow et Jolyon Thomas. En photo sur la pochette de l'album, apparaît Elijah le fils de Bono et Sian la fille de The Edge.
Le 4 novembre, Bono et Adam Clayton font honneur aux NRJ Music Awards 2017. Ils collaborent avec le DJ Kygo pour une prestation exceptionnelle. La petite bande arrive en bateau au Palais des Festivals de Cannes. Puis, les artistes commencent leur show sur le toit. Après cette prestation, l'animateur de l'émission Nikos remet à U2 un award d’honneur pour leur 40 ans de carrière.
Le décembre 2017, U2 sort son 14e album Songs of Experience. Le disque est à nouveau No 1 aux États-Unis. La tournée Experience + Innocence Tour débute en Amérique du Nord au printemps 2018 (à Tulsa, en Oklahoma le 2 mai) et se poursuit en Europe de septembre à décembre.
Le 20 mai 2018, U2 remporte 2 Billboard Music Awards. Le groupe a rapporté avec lui les honneurs pour les catégories « Top Rock Tour » et « Top Touring Artist » pour le succès de la tournée du 30e anniversaire de l’album « The Joshua Tree ». Cette dernière avait rapporté 316 millions en vente et plus de 2.71 millions de tickets avait été vendus.
Le 1er septembre, lors de la tournée européenne Experience + Innocence Tour, le groupe doit interrompre son second concert à Berlin au bout de seulement quelques chansons, après que Bono eu connu une extinction de voix à la fin de Beautiful Day. Le leader de U2 retrouve sa voix le surlendemain grâce aux soins d'un docteur et le groupe poursuit sa tournée.

### Longue coupure,Songs of Surrender, concerts à la Sphère etHow To Re-Assemble An Atomic Bomb(2017-2024)
Dans une interview au Sunday Times, U2 parle de son avenir sur scène et en studio. « Nous allons terminer cette tournée. Ensuite, nous prendrons le temps de décider de ce que nous voulons faire. Moi, je désire prendre de longues vacances », confie Bono. Adam Clayton se dit « choqué » qu'en faisant la même chose que quand il était trentenaire, cela lui cause des microtraumatismes à répétition. Néanmoins, le groupe ne devrait pas se séparer à la fin de sa tournée Experience + Innocence Tour. Larry Mullen Junior « suppose » que la bande va sortir encore un disque.
Lors du dernier concert de la tournée Experience + Innocence Tour le mercredi 14 novembre 2018 à Berlin, Bono a laissé supposer que U2 allait prendre une longue pause, voire mettre fin à sa carrière : « Cela fait longtemps qu'on est sur les routes, près de 40 ans, et ces quatre dernières années ont été très spéciales pour nous. Il est temps de partir ». Une annonce qui a choqué de nombreux fans même si d'autres pensent que le groupe se concentrera davantage sur des tournées-anniversaires.
En décembre de la même année, le magazine économique  Forbes publie la liste des artistes musicaux les mieux payés de 2018. U2 apparaît en tête avec 118 millions de dollars empochés entre le 1er juin 2017 et le 1er juin 2018. La formation emmenée par Bono s’impose devant les artistes Britanniques Coldplay et Ed Sheeran[réf. nécessaire].
D'après le site U2songs, le 8 février 2019, une rumeur annonce U2 de retour en concert en Australie pour le 13 novembre 2019. Elle devient de plus en plus concrète début mars. La Nouvelle-Zélande et l'Australie pourraient bien recevoir U2 en novembre-décembre 2019 pour un autre type de concert anniversaire : le Lovetown Tour 30, en hommage à la tournée qui avait suivi la sortie de l'album Rattle and Hum en 1989-1990. Pour les 30 ans de cette tournée mythique, le groupe devrait donner des concerts en stade à Auckland, Sydney, Melbourne, Perth, Adélaïde et Brisbane. Noel Gallagher fera à nouveau la première partie de U2 pour les concerts à venir en Océanie et en Asie. Annoncé le jeudi 16 mai 2019, U2 lance officiellement son Joshua Tree Tour 2019 en Océanie pour la fin de l'année.
Le 13 avril 2019, U2 sort un nouvel EP à l'occasion du Record Store Day, ou Disquaire Day en France. La face A, présente l’ouverture inédite de la récente tournée européenne  eXPERIENCE + iNNOCENCE . La face B contient deux remixes de New Year’s Day du St. Francis Hotel et le mix  Euromantic de Jon Pleased Wimmin de Wimmin. On constate que le visuel est un hommage chaplinesque à l’illustration de l’album Zooropa.
En juillet, des fans déterrent le tout premier live enregistré de U2 au Dandelion Market à Dublin, le 11 août 1979. Outre certains titres qui se retrouveront sur Boy, on y découvre des raretés comme In Your Hand et Concentration Camp, cette dernière ressemblant fortement à Live My Life Tonight, un autre titre rare du début de la carrière de U2. C'est le guitariste du groupe local The Stougers, lequel jouait en première partie de U2 ce jour-là, qui a eu la bonne idée d'enregistrer le Setlist des Irlandais.
U2 annonce son premier concert en Inde et joue le 15 décembre 2019 dans la capitale économique Bombay, qui clôturera l'édition 2019 du Joshua Tree Tour.
Ryan Tedder, membre de groupe OneRepublic, qui a participé aux enregistrements de Songs of Innocence et de Songs of Experience, annonce dans un entretien le 24 septembre 2019, que U2 pense déjà à son prochain album. Le travail devrait débuter à Los Angeles.
U2 publie un nouveau single le vendredi 22 novembre 2019. Intitulé Ahimsa, ce nouveau titre - disponible sur les plateformes numériques - est le fruit d'une collaboration entre le groupe et le musicien et producteur indien AR Rahman. Il l'interprète pour la toute première fois à Mumbai en Inde le 15 décembre 2019.
D'après The Irish Times, U2 arrive en tête du classement du site de musique américain Pollstar des « artistes les plus rentables en tournée » des années 2010. Avec des recettes s’élevant à 1 038 104 132 de dollars entre 2010 et fin 2019, le groupe est le seul à dépasser le milliard en vente de billets.
Le 19 mars 2020, Bono dévoile un morceau pour les Italiens touchés par le Coronavirus. Le leader de U2 a partagé en ligne le morceau Let Your Love Be Known, un piano-voix composé en quelques heures, le jour de la Saint-Patrick. Le 9 avril, en pleine crise du Coronavirus, les membres du groupe ont fait don de 10 millions d'euros pour l'achat d'équipements de protection pour le personnel de santé en Irlande. Le 22 mai, les paroles manuscrites de Bono se vendent 76 000 £ lors d’une vente aux enchères caritative sur le Coronavirus. La feuille contient les paroles d'I Still Haven't Found What I'm Looking For, tube de U2 datant de 1987.
U2 sort une édition du 20e anniversaire de son album de 2000 All That You Can’t Leave Behind, dans une variété de formats à l’occasion de l’anniversaire du LP le 30 octobre 2020.
En attendant la sortie d'un nouvel album et la reprise des concerts en public, U2 décide de mettre en ligne sur leur chaîne Youtube pas moins de quatre de leurs concerts les plus connus. C’est gratuit du 17 mars au 10 avril 2021. Les quatre concerts sont : U2 Go Home : Live From Slane Castle en 2001, U2 : Live At Red Rocks, un concert dans le cadre du War Tour en 1983, Popmart : Live From Mexico en 1997 et l'iNNOCENCE + eXPERIENCE à Paris en 2015. « Chaque concert est mémorable pour nous, mais ces quatre-là ont quelque chose de particulier. C’est super de repartir sur la route. Capter les merveilles de la tournée virtuelle… Et c’est surtout génial d’avoir avec nous des compagnons de route tels que Dermot Kennedy, Fontaines D.C., Carla Morrison et Feu! Chatterton. » a déclaré U2.

Le 26 juillet 2021, lors d’une interview, Adam Clayton confie que le groupe pourrait sortir des titres en acoustique, l’un d’eux devrait figurer sur la BO de Sing 2. Le 16 octobre, il confirme sur  U2 X-Radio la sortie de cette chanson pour cette année et que U2 est prêt à retourner en studio pour travailler sur un nouvel album. De son côté, The Edge dit en novembre au magazine Rolling Stone que le groupe irlandais travaille sur « un tas de nouvelles choses » et qu'il aimerait renouer avec les concerts pour le trentième anniversaire de Zoo TV, leur immense tournée mondiale de 1992-1993.

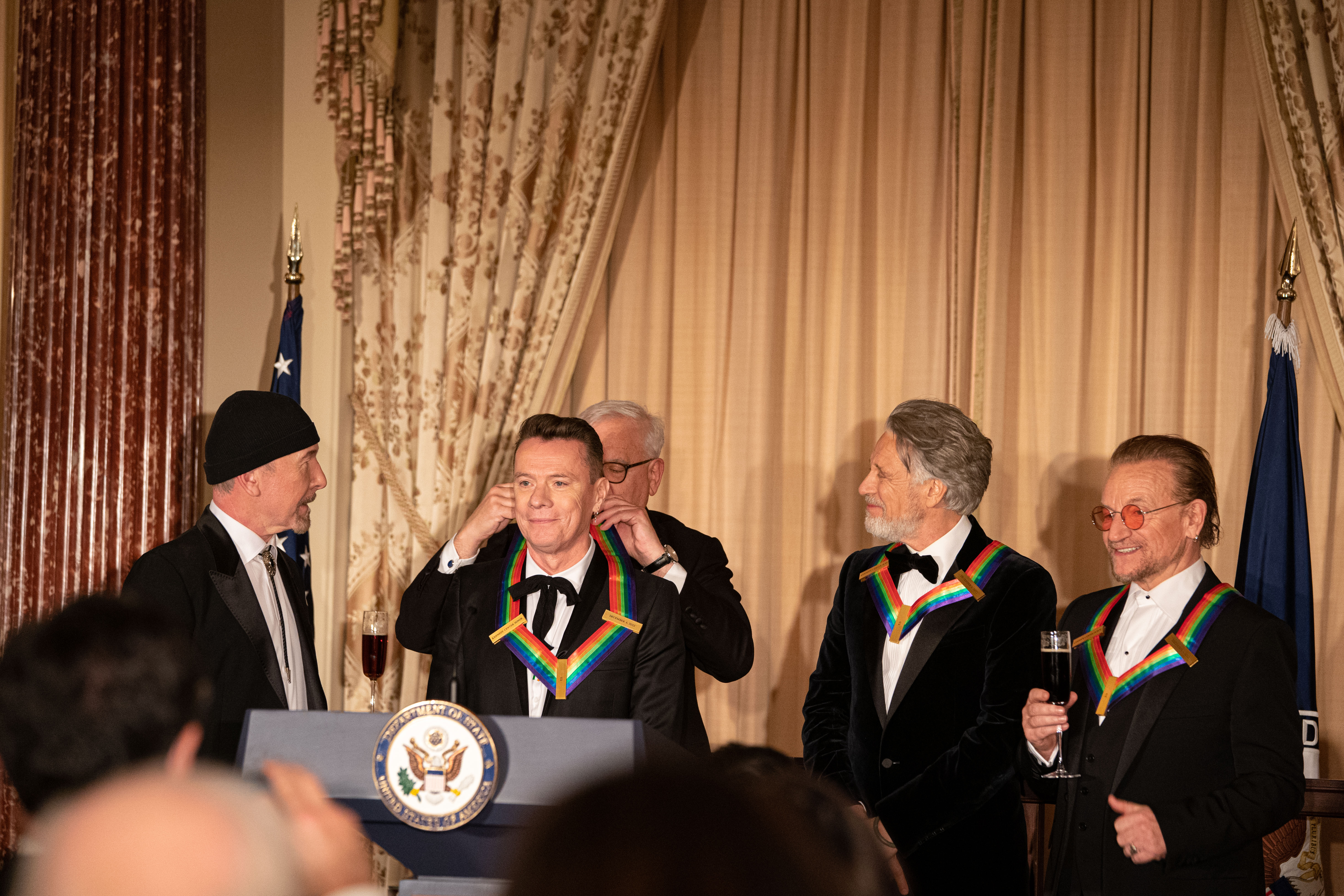
U2 au gala des Kennedy Center Honors à Washington, qui rend hommage aux artistes des arts du spectacle célébrés pour leur contribution à la culture, le 3 décembre 2022.

Le 18 mars 2022, le Hollywood Reporter annonce que Netflix a confié la production d'une série sur l'histoire de U2 à J.J. Abrams .
Le 8 mai 2022, invités par le président Volodymyr Zelensky, Bono et The Edge donnent un concert de soutien au peuple ukrainien dans le métro de Kiev à la suite de l'invasion de l'Ukraine par la Russie, interprétant notamment Sunday Bloody Sunday, Desire et With or Without you.
Le 18 août 2022, le magazine Paris-Match détaille à quoi devrait ressembler l'agenda de la bande à Bono. Tout d'abord, le chanteur du groupe sortira ses mémoires en novembre prochain, sous le titre Surrender, livre dans lequel il promet d'aborder de nombreux aspects de sa vie et de sa carrière, à travers l'histoire de 40 chansons qui ont marqué la carrière de U2. Ensuite, ce sera au tour d'un très attendu nouvel album de voir le jour en mars 2023, soit cinq ans et demi après Songs of Experience. Les rockeurs irlandais se lanceront enfin dans une grande tournée des stades. Mais celle-ci devrait être plus "écolo" à l'instar de celle proposée actuellement par Coldplay.
Le 21 octobre 2022, Bono donne une interview pour le New York Times. Il a notamment dit qu'il avait plein de nouvelles chansons de U2 dans son téléphone et qu'une vingtaine étaient terminés. Il a d'ailleurs fait écouter un nouveau morceau au journaliste qui s'intitule The Bard's Last Breath puis un autre intitulé pour le moment Smile et qu'il ne compte pas sortir ce fameux Songs of Ascent mais "un album de guitares bruyantes, sans compromis et déraisonnable".
Début janvier 2023, U2 annonce la sortie de Songs of Surrender, une collection de 40 chansons phares issues de l'ensemble du catalogue du groupe, réenregistrées et réimaginées pour 2023 lors de sessions s'étalant sur les deux dernières années, et qui sortiront le 17 mars.
Songs of Surrender comprend 16 nouveaux enregistrements acoustiques et réimaginés du catalogue de U2, produits et compilés par The Edge. Au programme: One, I Still Haven't Found What I'm Looking For ou encore Pride(In The Name Of Love).
Lors de la mi-temps du Superbowl, le groupe annonce au travers d’une bande annonce une série de concerts dans la nouvelle salle de concert Sphere à Las Vegas. Pour l’occasion, le batteur Larry Mullen Jr est remplacé par Bram van den Berg pour une durée indéterminée. En effet, Larry Mullen Jr rencontre des problèmes de santé qui doivent l’écarter temporairement du groupe.
Publiée comme prévu le 17 mars 2023, la compilation Songs of Surrender est disponible en même temps que le documentaire Bono & The Edge : A Sort Of Homecoming avec David Letterman, diffusé sur Disney + le même jour. 
Le 16 septembre 2023, les clients du « Plaza Hotel » de Las Vegas ont eu la surprise d'entendre U2 interpréter, au pied de l’établissement, un titre inédit, Atomic City. Cette chanson a pour thème la ville de Las Vegas, où, entre le 29 septembre 2023 et le 2 mars 2024, le groupe est en résidence à la « MSG Sphere » pour la tournée U2:UV Achtung Baby Live at Sphere. Ce spectacle de 40 concerts est centré sur les 12 chansons de l'album Achtung Baby auxquelles s'ajoutent d'autres morceaux du groupe.
Le 30 août 2024, U2 publie en CD et en vinyle un EP de 5 chansons intitulé ZOO TV – Live In Dublin. Le groupe a rassemblé cinq titres (Zoo Station, Mysterious Ways, Tryin To Throw Your Arms Around The World, Stay (Faraway, So Close!), Love Is Blindness) enregistrés lors de son concert au RDS de Dublin durant l’été 1993.
Pour marquer le 20e anniversaire de l'album How To Dismantle An Atomic Bomb de U2 sorti en 2004, Island Records et UMR annoncent la sortie d'un album parallèle intitulé How To Re-Assemble An Atomic Bomb, qui contient de nouvelles chansons inédites découvertes dans les archives des sessions d'enregistrement de l'album original au début des années 2000. Prévu pour fin novembre 2024, cet "album fantôme" compte 10 titres. The Edge a déclaré à propos de How To Re-Assemble An Atomic Bomb : « Les sessions pour How To Dismantle An Atomic Bomb ont été une période très créative pour le groupe, nous avons exploré tellement d'idées de chansons en studio. Nous avons été inspirés de revisiter nos premières influences musicales, et ce fut une période d'introspection personnelle profonde pour Bono qui essayait de faire le deuil de la mort de son père. Pour cette édition anniversaire, j'ai fouillé dans mes archives personnelles pour voir s'il n'y avait pas quelques trésors inédits et j'ai touché le jackpot. Nous en avons choisi dix qui nous parlaient vraiment. Bien qu'à l'époque nous ayons laissé ces chansons de côté, avec le recul, nous reconnaissons que notre intuition initiale quant à leur potentiel pour l'album était la bonne, nous étions sur une piste. Ce que l'on retrouve sur cet album fantôme, c'est l'énergie brute de la découverte, l'impact viscéral de la musique, un récit sonore, un moment dans le temps, l'exploration et l'interaction de quatre musiciens jouant ensemble dans une pièce... c'est la pureté de U2. »
En mai 2025, lors du festival de Cannes, Bono confirme au magasine Rolling Stone que U2 avance bien dans l'enregistrement de leur nouvel album mais qu'il n'est pas terminé. Il a aussi donné des nouvelles du batteur Larry Mullen Junior, qui va mieux et qu'il enregistre en studio avec le groupe.

## Membres

### Membres actuels
- Bono – chant, guitare, harmonica (depuis 1976)
- The Edge – guitare, clavier, chant (depuis 1976)
- Adam Clayton – basse (depuis 1976)
- Larry Mullen Jr - batterie (depuis 1976)

Portrait des membres actuels
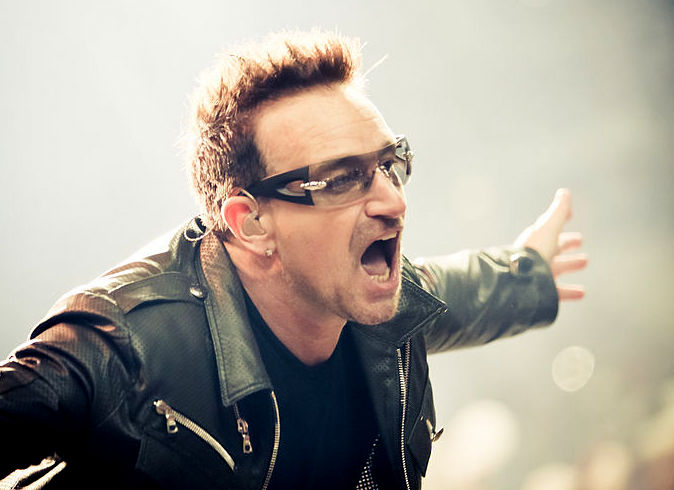
Bono.
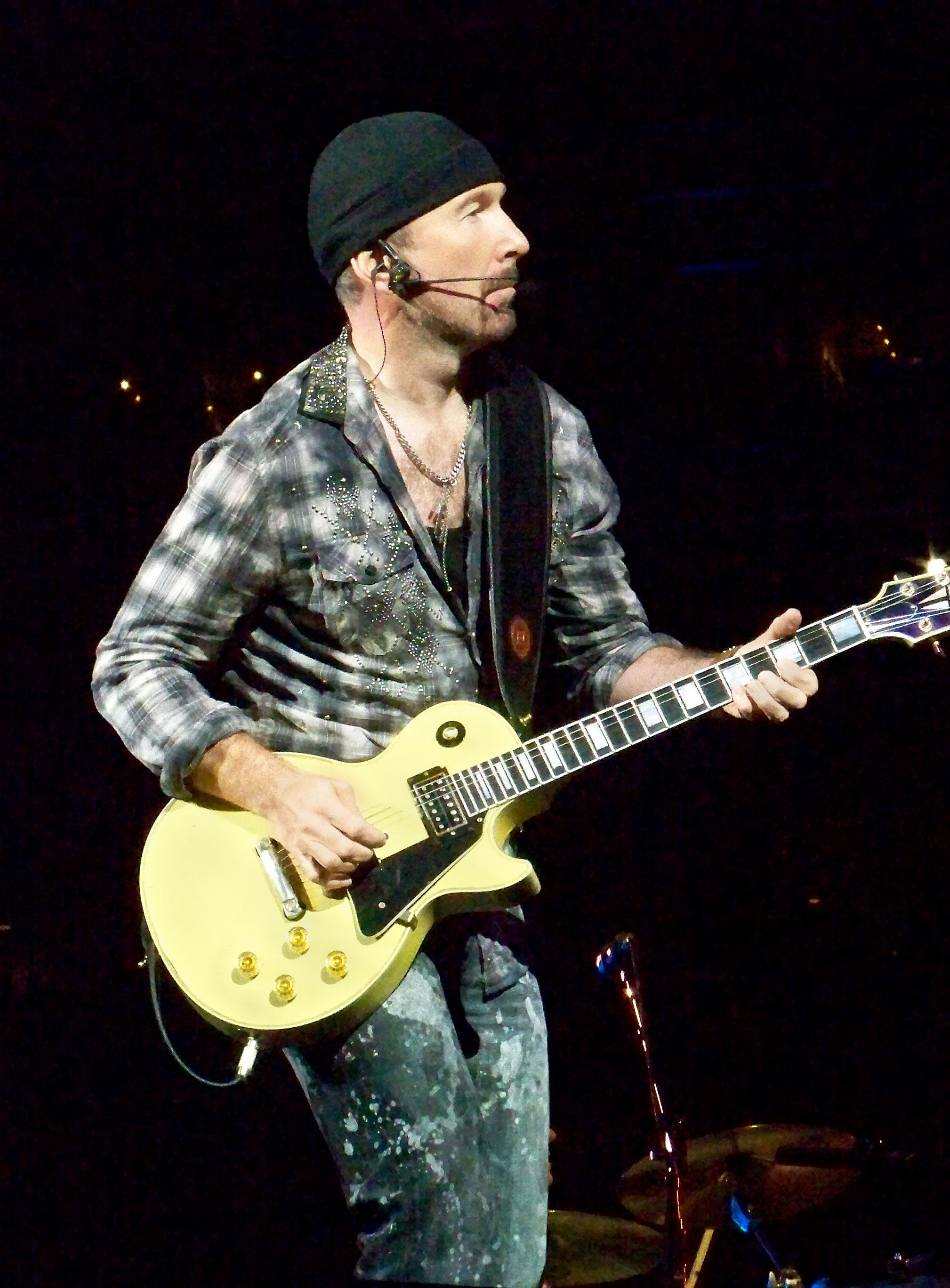
The Edge.
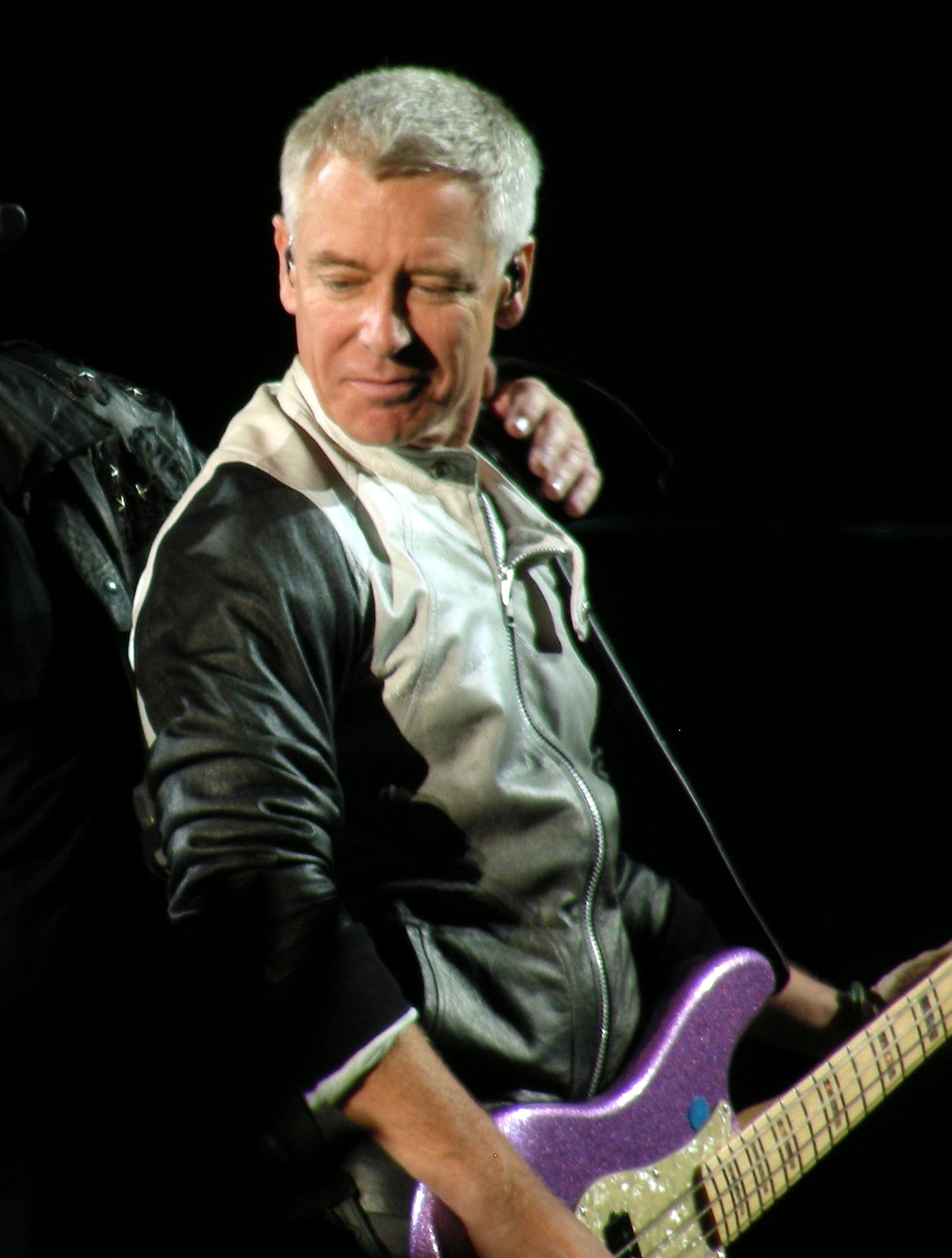
Adam Clayton.
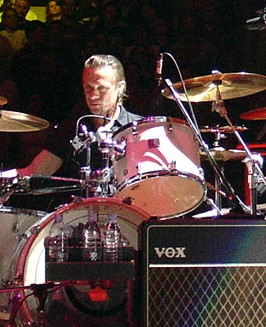
Larry Mullen Jr.

### Membres de tournée
- Terry Lawless (depuis 2001)
- Bram van den Berg – batterie, percussion (2023-2024, en remplacement de Larry Mullen Junior)

### Anciens membres
- Dik Evans – guitare (1976 - 1978)
- Ivan McCormick – guitare (1976)

## Discographie

### Albums studio
- 1980 : Boy
- 1981 : October
- 1983 : War
- 1984 : The Unforgettable Fire
- 1987 : The Joshua Tree
- 1988 : Rattle And Hum
- 1991 : Achtung Baby
- 1993 : Zooropa
- 1997 : Pop
- 2000 : All That You Can't Leave Behind
- 2004 : How To Dismantle An Atomic Bomb
- 2009 : No Line On The Horizon
- 2014 : Songs of Innocence
- 2017 : Songs of Experience

### Album de chansons réenregistrées
- 2023 : Songs of Surrender

### Album live
- 1983 : Under a Blood Red Sky

### Album annexe
- 1995 : Original Soundtracks 1

## Live

### Tournées
- 1979 - 1980 : U2-3 Tour
- 1980 : 11 O'Clock Tick Tock Tour
- 1980 - 1981 : Boy Tour
- 1981 - 1982 : October Tour
- 1982 - 1983 : War Tour
- 1984 - 1985 : The Unforgettable Fire Tour
- 1987 : The Joshua Tree World Tour
- 1989 - 1990 : Lovetown Tour
- 1992 - 1993 : Zoo TV Tour
- 1997 - 1998 : PopMart Tour
- 2001 : Elevation Tour
- 2005 - 2006 : Vertigo Tour
- 2009 - 2011 : U2 360° Tour
- 2015 : iNNOCENCE + eXPERIENCE Tour
- 2017 : The Joshua Tree Tour 2017
- 2018 : eXPERIENCE + iNNOCENCE Tour
- 2019 : The Joshua Tree Tour 2019

### Résidence
- 2023 : U2:UV Achtung Baby Live at Sphere

## Vidéographie

### VHS
- 1983 : Under a Blood Red Sky
- 1988 : Rattle And Hum
- 1989 : The Unforgettable Fire collection
- 1992 : Achtung Baby
- 1993 : Numb
- 1994 : Zoo TV Live From Sydney
- 1998 : PopMart Live From Mexico City
- 1999 : The Best-Of 1980-1990
- 1999 : Making Of The Joshua Tree
- 2001 : Elevation Live From Boston
- 2002 : The Best-Of 1990-2000

### DVD
- 1999 : Making of the Joshua Tree
- 2001 : Rattle and Hum
- 2001 : Elevation Live From Boston
- 2002 : Making of the Joshua Tree (réedition)
- 2002 : The History Mix 1990-2000 (DVD inclus dans l'édition 2CD du Best-Of 1990-2000)
- 2002 : The Best-of 1990-2000
- 2003 : U2 Go Home: Live from Slane Castle
- 2004 : How to Dismantle an Atomic Bomb - Bonus (DVD inclus dans l'édition collector de l'album)
- 2005 : U2//Vertigo//2005 Live From Chicago
- 2006 : Zoo TV Live From Sydney
- 2006 : U218 Videos
- 2006 : U218 Vertigo//05 Live From Milan (DVD inclus dans l'édition collector du CD)
- 2007 : PopMart Live From Mexico City
- 2008 : Under a Blood Red Sky
- 2009 : Linear d'Anton Corbijn
- 2010 : U2 360° At The Rose Bowl
- 2011 : U2 From the Sky Down
- 2016 : iNNOCENCE + eXPERIENCE: Live in Paris
- 2020 : eXPERIENCE + iNNOCENCE: Live in Berlin

### Blu-Ray
- 2006 : U2 Rattle and Hum (tournée de 1987 pour la sortie de l'album The Joshua Tree, essentiellement filmée lors des dates nord-américaines)
- 2010 : U2 360° At The Rose Bowl
- 2011 : U2 From the Sky Down
- 2016 : U2 iNNOCENCE + eXPERIENCE: Live in Paris

## Récompenses
- Grammy Awards
  - 1987 — Album De L'Année (The Joshua Tree)
  - 1987 — Meilleure Performance Rock Par Un Duo Ou Un Groupe (The Joshua Tree)
  - 1988 — Meilleure Performance Rock Par Un Duo Ou Un Groupe (Desire)
  - 1988 — Meilleur Vidéo Clip (Where the Streets Have No Name, dirigé par Meiert Avis)
  - 1992 — Meilleure Performance Rock Par Un Duo Ou Un Groupe (Achtung Baby)
  - 1993 — Meilleur Album De Musique Alternative (Zooropa)
  - 1994 — Meilleur Vidéo Clip, Forme Longue (Zoo TV - Live From Sydney)
  - 2000 — Single De L'Année (Beautiful Day)
  - 2000 — Chanson De L'Année (Beautiful Day)
  - 2000 — Meilleure Performance Rock Par Un Duo Ou Un Groupe (Beautiful Day)
  - 2001 — Single de l'année (Walk On)
  - 2001 — Meilleure Performance Pop Par Un Duo Ou Un Groupe (Stuck in a Moment You Can't Get Out Of)
  - 2001 — Meilleure Performance Rock Par Un Duo Ou Un Groupe (Elevation)
  - 2001 — Meilleur Album Rock (All That You Can't Leave Behind)
  - 2004 — Meilleure Performance Rock Par Un Duo Ou Un Groupe (Vertigo)
  - 2004 — Meilleur Vidéo Clip, Forme Courte (Vertigo, dirigé par Alex et Martin)
  - 2004 — Meilleure chanson rock (Vertigo)
  - 2005 — Album de l'année (How to Dismantle an Atomic Bomb)
  - 2005 — Chanson de l'année (Sometimes You Can't Make It On Your Own)
  - 2005 — Meilleure Performance Rock Par Un Duo Ou Un Groupe (Sometimes You Can't Make It On Your Own)
  - 2005 — Meilleure chanson rock (City of Blinding Lights)
  - 2005 — Meilleur Album Rock (How to Dismantle an Atomic Bomb)
- Brit Awards
  - 1983 — Meilleur groupe de scène
  - 1988 — Meilleur groupe étranger
  - 1989 — Meilleur groupe étranger
  - 1990 — Meilleur groupe étranger
  - 1998 — Meilleur groupe étranger
  - 2001 — Meilleur groupe étranger
  - 2001 — Outstanding contribution
- NRJ Music Awards
  - 2005 — NRJ Music Award d'honneur pour la carrière
  - 2017 — NRJ Music Award d'honneur pour les 40 ans du groupe
  - 2017 — NRJ Music Award du groupe international de l'année
- Golden Globes
  - 2013 — Meilleure Chanson Originale (Ordinary Love)

## Filmographie
- Rattle and Hum film sorti en 1988, à l'occasion de leur tournée américaine, principalement sur les titres de The Joshua Tree. Il n'est resté qu'une semaine en salle par manque de spectateurs.
- U2 3D (film), en 2007, de Catherine Owens et Mark Pellington retraçant en 3D leur tournée 2005-2006 Vertigo Tour. Sorti en France le 5 mars 2008.
- U2 From the Sky Down, en 2011, film documentaire réalisé par Davis Guggenheim à l'occasion des 20 ans de la sortie de l'album Achtung Baby.
- Films of Innocence, en 2014, mise en image des différents titres de Songs of Innocence réalisée par de nombreux artistes tels que d'Oliver Jeffers, Robin Rhode ou encore Mode 2.
- La story de U2- 4 amis décidés à vivre leur rêve de musique, réalisé par Stephane Basset (film diffusé entre les 2 janvier 2025 et 2 avril 2025 sur la plateforme RTBF Auvio classic 21), RTBF Auvio[138].